# Lista de emissoras de televisão do México

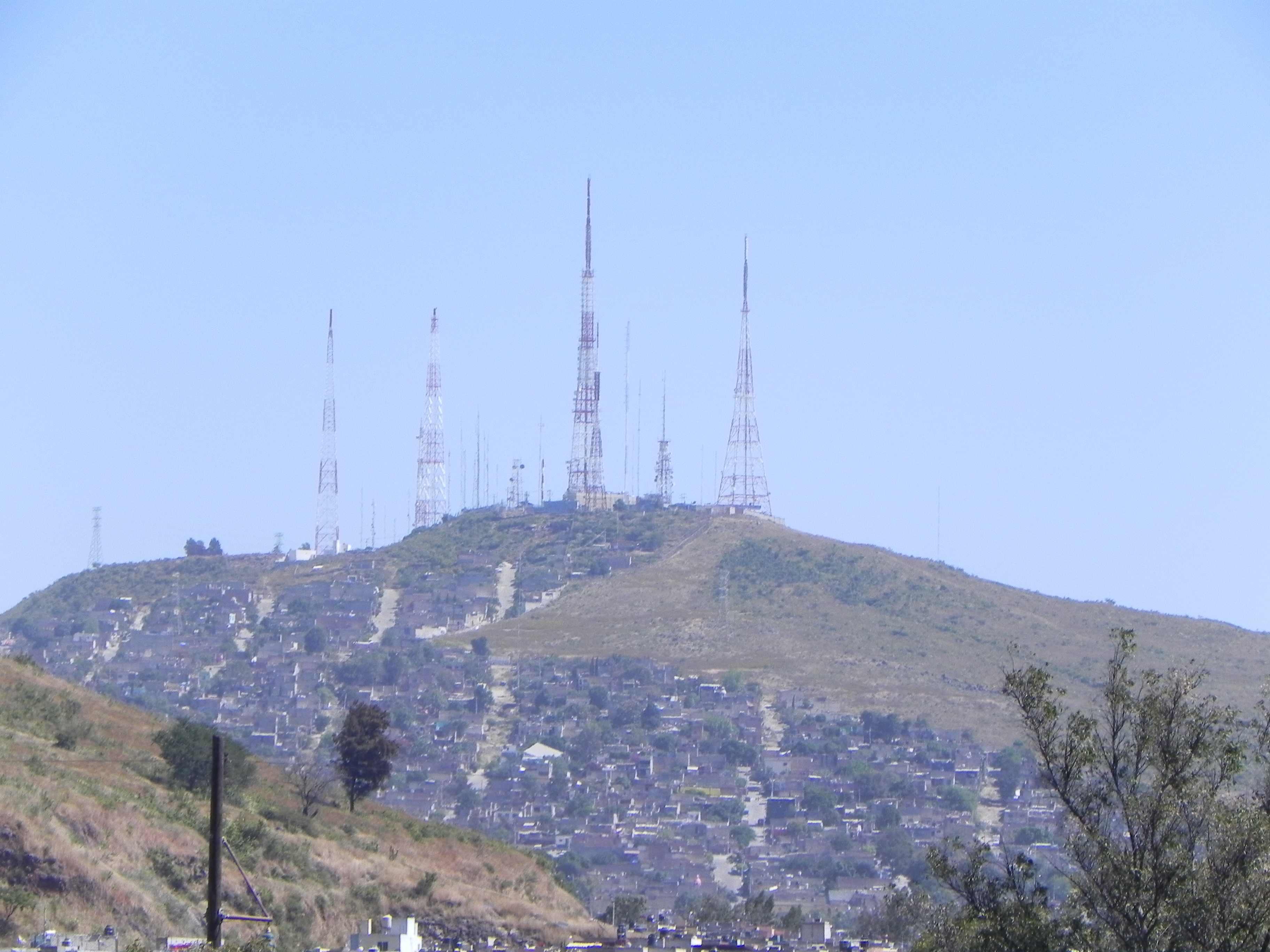

Lista de canais de TVs de todos os 31 estados e a Cidade do México (capital) no México.

## Canais com Redes Nacionais/Regionais
Televisa
- - Las Estrellas
  - Canal 5
  - NU9VE
  - FOROtv

TV Azteca
- - Azteca Uno
  - ADN 40
  - Azteca 7
  - a+

Grupo Imagen
- - Imagen Televisión
  - Excélsior TV

Multimedios Televisión
- - Canal 6
  - Milenio Televisión

MVS
- - MVS TV

Albavisión México
- - Canal 13

## Canais Públicos e Educativos
Secretaría de Cultura
- - Canal 22
  - MX Nuestro Cine

Instituto Politécnico Nacional
- - Canal Once
  - Canal Once Niñas y Niños

Congreso de la Unión de los Estados Unidos Mexicanos
- - Canal do Congresso

Universidade Nacional Autônoma do México
- - TV UNAM

Sistema Público de Radiodifusión del Estado Mexicano
- - Canal Catorce

Secretaría de Educación Pública
- - Ingenio TV

Suprema Corte de Justicia de la Nación
- - Justicia TV

## Canais Locais
A seguir estão listadas as estações de televisão mexicanas locais, incluído: o canal do canal de televisão com a sua frequência e a cidade ou povoado a que transmitem.

### Aguascalientes
- -     - Aguascalientes
      - XHSPRAG-TDT Canal 15
        - Canal Catorce (14.1)
        - Ingenio Tv (14.2)
        - once (11.1)
        - tv•unam (20.1)
        - Canal 22 (22.1)
        - Canal del Congreso (45.1)

      - XHCTAG-TDT Canal 18
        - Imagen Televisión (3.1)
        - Excélsior tv (3.4)

      - XHCGA-TDT Canal 26 (Gobierno del Estado de Aguascalientes)
        - Canal 26 (26.1)
        - AGS TV (26.2)

      - XHLGA-TDT Canal 29 	
        - Azteca 7 (7.1)
        - a+ (7.2)

      - XHJCM-TDT Canal 30
        - Azteca uno (1.1)
        - adn40 (1.2)

      - XHAGU-TDT Canal 32
        - NU9VE Aguascalientes (9.1)
        - Bajío TV (9.2)

      - XHAG-TDT Canal 35
        - 5* (5.1)

    - Calvillo
      - XHCVO-TDT Canal 38	
        - Azteca 7 (7.1)

### Baja California
- -     - Ensenada
      - XHENE-TDT Canal 16
        - Azteca uno (1.1)
        - adn40 (1.2)

      - XHENJ-TDT Canal 17
        - 5* (5.1)

      - XHENT-TDT Canal 20
        - Azteca 7 (7.1)
        - a+ (7.2)

      - XHS-TDT Canal 23 (Televisa Regional)
        - 4 XHS (4.1)

      - XHEBC-TDT Canal 26
        - Las Estrellas (2.1)
        - Fandroid Music Group (15.1)

    - Isla Cedros
      - XHIDC-TDT Canal 23
        - Azteca 7 (7.1)
        - Azteca uno (1.1)

    - Mexicali
      - XHBC-TDT Canal 14 (Televisa Regional)
        - 4 XHBC (4.1)

      - XHMEE-TDT Canal 15
        - NU9VE (10.1)
        - Bajío TV (10.2)

      - XHCTME-TDT Canal 17
        - Imagen Televisión (3.1)
        - Excélsior tv (3.4)

      - XHMEX-TDT Canal 18
        - 5* (5.1)

      - XHILA-TDT Canal 20
        - Canal 66 El Canal de las Noticias (66.1)
        - Canal Catorce (66.2)
        - El Canal de las Noticias -2 Horas (66.3)
        - Milenio Televisión (66.4)

      - XHEXT-TDT Canal 25
        - Azteca 7 (7.1)
        - a+ (7.2)

      - XHAQ-TDT Canal 28
        - Azteca uno (1.1)
        - adn40 (1.2)

      - XHBM-TDT Canal 34
        - Las Estrellas (2.1)
        - FOROtv (2.2)

    - San Felipe
      - XHFEC-TDT Canal 21
        - Azteca uno (1.1)
        - Azteca 7 (7.1)

    - Tecate
      - XHDTV-TDT Canal 21
        - Milenio Televisión (49.1)

    - Tijuana
      - XHTJB-TDT Canal 15
        - once (11.1)
        - once niñas y niños (11.2)

      - XHUAA-TDT Canal 22
        - Las Estrellas (57.1)
        - FOROtv (57.2)

      - XETV-TDT Canal 23
        - 5* (6.1)
        - NU9VE (16.1)

      - XHBJ-TDT Canal 27
        - Canal Veinte (45.1)
        - Canal Veinte Niñas y Niños (45.2)

      - XHJK-TDT Canal 28
        - Azteca uno (1.1)
        - adn40 (1.2)

      - XHTIT-TDT Canal 29
        - Azteca 7 (21.1)
        - a+ (21.2)

      - XEWT-TDT Canal 32 (Televisa Regional)
        - 12 XEWT (12)

      - XHCTTI-TDT Canal 33
        - Imagen Televisión (3.1)
        - Excélsior tv (3.2)

      - XHAS-TDT Canal 34
        - Azteca América (33.1)
        - LATV (33.2)

### Baja California Sur
- -     - Bahía Asunción 
      - XHBAB-TDT Canal 27 
        - Azteca 7 (7.1)
        - Azteca uno (1.1)

    - Bahía de Tortugas 
      - XHBTB-TDT Canal 21 
        - Azteca 7 (7.1)
        - Azteca uno (1.1)

    - Ciudad Constitución 
      - XHCCB-TDT Canal 26
        - Azteca 7 (7.1)

      - XHCOC-TDT Canal 27 
        - Azteca uno (1.1)
        - adn40 (1.2)

      - XHCBC-TDT Canal 30 
        - Las Estrellas (2.1)
        - 5* (5.1)

    - Guerrero Negro 
      - XHGNB-TDT Canal 24 
        - Azteca 7 (7.1)
        - Azteca uno (1.1)

      - XHGWT-TDT Canal 26
        - Las Estrellas (2.1)
        - Canal Veinte (19.1)

    - La Paz 
      - XHAPB-TDT Canal 21 
        - Azteca uno (1.1)
        - adn40 (1.2)

      - XHCTLP-TDT Canal 22
        - Imagen Televisión (3.1)
        - Excélsior tv (3.4)

      - XHCPBC-TDT Canal 23
        - TV MAR (10.1)

      - XHPBC-TDT Canal 25 
        - Azteca 7 (7.1)
        - a+ (7.2)

      - XHLPT-TDT Canal 28
        - Las Estrellas (2.1)
        - Fandroid Music Group (15.1)

      - XHLPB-TDT Canal 29 
        - 5* (5.1)
        - NU9VE (9.1)

      - XHBZC-TDT Canal 30 (Gobierno del Estado de Baja California Sur)
        - Canal 8 (8.1)

    - San Ignacio 
      - XHSIB-TDT  Canal 22 
        - Azteca 7 (7.1)
        - Azteca uno (1.1)

    - San Isidro 
      - XHSIS-TDT Canal 21 
        - Azteca 7 (7.1)
        - Azteca uno (1.1)

    - San José del Cabo 
      - XHJCC-TDT Canal 24 
        - Azteca uno (1.1)
        - adn40 (1.2)

      - XHSJC-TDT Canal 26 
        - Azteca 7 (7.1)
        - a+ (7.2)

      - XHSJT-TDT Canal 27 
        - Las Estrellas (2.1)
        - 5* (5.1)
        - Fandroid Music Group (15.1)

      - XHCPCS-TDT Canal 35
        - TV MAR (10.1)

    - Santa Rosalía 
      - XHSRB-TDT Canal 24 
        - Azteca 7 (7.1)
        - Azteca uno (1.1)

### Campeche
- -     - Campeche 
      - XHCTCA-TDT Canal 20 
        - Imagen Televisión (3.1)
        - Excélsior tv (3.4)

      - XHAN-TDT Canal 22 
        - 5* (5.1)
        - NU9VE (9.1)

      - XHCAM-TDT Canal 24 
        - Azteca 7 (7.1)
        - a+ (7.2)

      - XHTMCA-TDT Canal 27
        - Canal 13 (13.1)

      - XHGE-TDT Canal 29 
        - Azteca uno (1.1)
        - adn40 (1.2)

      - XHCCA-TDT Canal 30 (Gobierno del Estado de Campeche)
        - TRC (4.1)

      - XHSPRCC-TDT Canal 32 
        - Canal Catorce (14.1)
        - Ingenio Tv (14.2)
        - once (11.1)
        - tv•unam (20.1)
        - Canal 22 (22.1)
        - Canal del Congreso (45.1)

      - XHCPA-TDT Canal 34
        - Las Estrellas (2.1)
        - Fandroid Music Group (15.1)

    - Ciudad del Carmen 
      - XHCDC-TDT Canal 22
        - Las Estrellas (2.1)
        - 5* (2.2)
        - Fandroid Music Group (15.1)

      - XHTMCC-TDT Canal 25
        - Canal 13 (13.1)

      - XHCCT-TDT Canal 31
        - Azteca 7 (7.1)

      - XHGN-TDT Canal 35 
        - Azteca uno (1.1)
        - adn40 (1.2)

    - Escarcega 
      - XHEFT-TDT Canal 21
        - Las Estrellas (2.1)
        - Canal Veinte (19.1)

      - XHECA-TDT Canal 27
        - Azteca 7 (7.1)

      - XHPEH-TDT Canal 29 
        - Azteca uno (1.1)
        - adn40 (1.2)

### Chiapas
- -     - Arriaga 
      - XHOMC-TDT Canal 27 
        - Azteca uno (1.1)
        - adn40 (1.2)

    - Cintalapa 
      - XHCIC-TDT Canal 34 
        - Las Estrellas (2.1)
        - Canal Veinte (19.1)

    - Comitán de Domínguez 
      - XHCZC-TDT Canal 22
        - 5* (5.1)
        - NU9VE (9.1)

      - XHCMZ-TDT Canal 23
        - Las Estrellas (2.1)
        - Fandroid Music Group (15.1)

      - XHCOM-TDT Canal 30
        - Azteca 7 (7.1)

      - XHITC-TDT Canal 34
        - Canal Diez Chiapas (10.1)

      - XHDZ-TDT Canal 35 
        - Azteca uno (1.1)
        - adn40 (1.2)

    - "El Triunfo" (Huixtla)/Acapetahua 
      - XHHUC-TDT Canal 32 
        - Las Estrellas (2.1)
        - Canal Veinte (19.1)

    - Motozintla 
      - XHMCH-TDT Canal 25
        - Azteca 7 (7.1)

    - Ocosingo 
      - XHOCC-TDT Canal 32
        - Las Estrellas (2.1)
        - Fandroid Music Group (15.1)

    - San Cristóbal de las Casas 
      - XHAO-TDT Canal 14
        - Azteca uno (1.1)
        - adn40 (1.2)

      - XHCSA-TDT  Canal 15
        - Azteca 7 (7.1)
        - a+ (7.2)

      - XHSCC-TDT Canal 16
        - Las Estrellas (2.1)
        - Fandroid Music Group (15.1)

      - XHSNC-TDT Canal 17 
        - 5* (5.1)
        - NU9VE (9.1)

      - XHSPRSC-TDT Canal 18
        - Canal Catorce (14.1)
        - Ingenio Tv (14.2)
        - once (11.1)
        - Canal Veinte (19.1)
        - tv•unam (20.1)
        - Canal 22 (22.1)
        - Canal del Congreso (45.1)

      - XHSBB-TDT Canal 19
        - Canal Diez Chiapas (10.1)

      - XHDY-TDT Canal 36
        - Canal 13 (13.1)

    - Tapachula 
      - XHAA-TDT Canal 23
        - Las Estrellas (2.1)
        - Fandroid Music Group (15.1)

      - XHSPRTP-TDT Canal 26
        - Canal Catorce (14.1)
        - once (11.1)
        - tv•unam (20.1)
        - Canal 22 (22.1)

      - XHGK-TDT Canal 28
        - Canal 13 (13.1)

      - XHCTTH-TDT Canal 29 
        - Imagen Televisión (3.1)
        - Excélsior tv (3.4)

      - XHTAP-TDT Canal 30 
        - Azteca uno (1.1)
        - adn40 (1.2)

      - XHTAA-TDT Canal 33
        - Canal Diez Chiapas (10.1)

      - XHTAH-TDT Canal 34
        - 5* (5.1)
        - NU9VE (9.1)

      - XHJU-TDT Canal 36 
        - Azteca 7 (7.1)
        - a+ (7.2)

    - Tonalá 
      - XHTON-TDT Canal 30
        - Azteca 7 (7.1)

      - XHWVT-TDT Canal 32 
        - Las Estrellas (2.1)
        - 5* (5.1)
        - Fandroid Music Group (15.1)

    - Tuxtla Gutiérrez 
      - XHTUG-TDT Canal 7
      - XHTTG-TDT Canal 20
        - Canal Diez Chiapas (10.1)

      - XHTX-TDT Canal 24
        - XHTX-TDT (8.1)

      - XHCTCR-TDT Canal 27 
        - Imagen Televisión (3.1)
        - Excélsior tv (3.4)

      - XHTUA-TDT Canal 29 
        - Las Estrellas (2.1)
        - 5* (5.1)
        - NU9VE (9.1)
        - Fandroid Music Group (15.1)

      - XHSPRTC-TDT Canal 31 
        - Canal Catorce (14.1)
        - Ingenio Tv (14.2)
        - once (11.1)
        - Canal Veinte (19.1)
        - tv•unam (20.1)
        - Canal 22 (22.1)
        - Canal del Congreso (45.1)

    - Venustiano Carranza 
      - XHVAC-TDT Canal 28
        - Las Estrellas (2.1)
        - Canal Veinte (19.1)

    - Villaflores 
      - XHVFC-TDT Canal 26 
        - Las Estrellas (2.1)
        - 5* (5.1)
        - Fandroid Music Group (15.1)

### Chihuahua
- -     - Chihuahua 
      - XHECH-TDT Canal 21 
        - Azteca 7 (7.1)
        - a+ (7.2)

      - XHCH-TDT Canal 22 
        - Azteca uno (1.1)
        - adn40 (1.2)

      - XHIT-TDT Canal 23
        - Azteca uno - 1 Hora (1.3)

      - XHCHZ-TDT Canal 24 
        - 5* (5.1)
        - NU9VE Chihuahua (9.1)

      - XHCHI-TDT Canal 25 
        - once (11.1)
        - once niñas y niños (11.2)

      - XHFI-TDT Canal 26 
        - Las Estrellas (2.1)
        - FOROtv (2.2)

      - XHCTCH-TDT Canal 29 
        - Imagen Televisión (3.1)
        - Excélsior TV (3.4)

      - XHICCH-TDT Canal 30
        - Canal 44 El Canal de las Noticias (44.1)

      - XHAUC-TDT Canal 32
        - Canal 6 (6.1)

      - XHABC-TDT Canal 34 
        - Canal 28.1 ABC Televisión (28.1)
        - Canal 28.2 (28.2)

    - Ciudad Camargo 
      - XHCGJ-TDT Canal 21 
        - Azteca 7 (7.1)
        - Azteca uno (1.1)

      - XHCHC-TDT Canal 36
        - Las Estrellas (2.1)
        - Fandroid Music Group (15.1)

    - Ciudad Cuauhtémoc 
      - XHCHU-TDT Canal 20 
        - once (11.1)
        - once niñas y niños (11.2)

      - XHCTH-TDT Canal 33
        - Canal 28.1 ABC Televisión (28.1)

      - XHCCH-TDT Canal 36
        - Las Estrellas (2.1)
        - Fandroid Music Group (15.1)

    - Ciudad Delicias 
      - XHCDE-TDT Canal 19
        - 5* (5.1)

      - XHCHD-TDT Canal 20 
        - once (11.1)
        - once niñas y niños (11.2)

      - XHDEH-TDT Canal 33
        - Las Estrellas (2.1)
        - Fandroid Music Group (15.1)

      - XHJCH-TDT Canal 24 
        - Azteca uno (1.1)
        - Azteca 7 (7.1)

      - XHBU-TDT Canal 33
        - Las Estrellas (2.1)
        - Fandroid Music Group (15.1)

    - Ciudad Juárez 
      - XHMTCH-TDT Canal 28 
        - Canal 6 (6.1)
        - Milenio Televisión (6.2)
        - CV Shopping (6.3)
        - ABC Televisión (6.4)

      - XEPM-TDT Canal 29 
        - Las Estrellas (2.1)
        - Las Estrellas El Paso (2.2)

      - XHCTCJ-TDT Canal 31 
        - Imagen Televisión (3.1)
        - Excélsior TV (3.4)

      - XHJUB-TDT Canal 33 
        - 5* (5.1)
        - NU9VE (10.1)

      - XHCJE-TDT Canal 34 
        - Azteca uno (1.1)
        - adn40 (1.2)

      - XHCJH-TDT Canal 36 
        - Azteca 7 (20.1)
        - a+ (20.2)

      - XHJCI-TDT Canal 30
        - Televisa Juárez (8.1)
        - FOROtv (8.2)

      - XHIJ-TDT Canal 32
        - Canal 44 El Canal de las Noticias (44.1)
        - 44 alternativo (44.2)
        - Canal Catorce / UACJ•TV (44.3)
        - world TV (44.4)

      - XEJ-TDT Canal 35
        - XEJ Canal 50 (50.1)
        - once niñas y niños (50.2)

    - Ciudad Madera 
      - XHMAC-TDT Canal 29
        - Las Estrellas (2.1)
        - Canal Veinte (19.1)

    - Hidalgo del Parral 
      - XHHDP-TDT Canal 22
        - Azteca 7 (7.1)

      - XHHPC-TDT Canal 25 
        - Azteca uno (1.1)
        - adn40 (1.2)

      - XHHPT-TDT Canal 26 
        - Las Estrellas (2.1)
        - 5* (5.1)
        - Fandroid Music Group (15.1)

      - XHMH-TDT Canal 30
        - Canal 6 (13.1)

    - Nuevo Casas Grandes 
      - XHCGC-TDT Canal 24 
        - Azteca uno (1.1)
        - Azteca 7 (7.1)

      - XHNCG-TDT Canal 27 
        - Las Estrellas (2.1)
        - 5* (5.1)
        - Fandroid Music Group (15.1)

    - Ojinaga 
      - XHOCH-TDT Canal 15
        - Las Estrellas (2.1)
        - Canal Veinte (19.1)

      - XHHR-TDT Canal 16 
        - Azteca uno (1.1)
        - Azteca 7 (7.1)

    - San Buenaventura 
      - XHBVT-TDT Canal 35
        - Las Estrellas (2.1)
        - Canal Veinte (19.1)

    - Santa Bárbara 
      - XHSAC-TDT Canal 34
        - Las Estrellas (2.1)
        - Canal Veinte (19.1)

### Cidade do México
- -     - Cidade do México
      - XHTDMX-TDT Canal 11 
        - Canal 6 (6.1)
        - Milenio Televisión (6.2)
        - CV Shopping (6.3)
        - MVS tv (6.4)

      - XHTV-TDT Canal 15
        - FOROtv (4.1)
        - CV Shopping (4.2)

      - XHHCU-TDT Canal 18
        - Canal del Congreso (45.1)
        - Canal del Congreso Senado (45.2)
        - Canal del Congreso Diputados (45.3)

      - XHUNAM-TDT Canal 20
        - tv•unam (20.1)

      - XHCDM-TDT Canal 21 
        - Capital 21 (21.1)
        - Ciudad Tv - 21.2 El Canal del Congreso de la Ciudad de México (21.2)

      - XEQ-TDT Canal 22
        - NU9VE (9.1)

      - XEIMT-TDT Canal 23 
        - Canal 22 (22.1)
        - MX Nuestro Cine (22.2)

      - XHIMT-TDT Canal 24 
        - Azteca 7 (7.1)
        - a+ (7.2)

      - XHDF-TDT Canal 25 
        - Azteca uno (1.1)
        - Azteca uno - 1 Hora (1.2)

      - XHTVM-TDT Canal 26 
        - adn40 (40.1)
        - Azteca uno - 2 Horas (40.2)

      - XHFAMX-TDT Canal 28
        - Heraldo Televisión (8.1)

      - XHCTMX-TDT Canal 29
        - Imagen Televisión (3.1)
        - Excélsior TV (3.4)

      - XHSPR-TDT Canal 30 
        - Canal Catorce (14.1)
        - Ingenio Tv (14.2)
        - tv•unam (20.1)

      - XHGC-TDT Canal 31
        - 5* (5.1)

      - XEW-TDT Canal 32
        - Las Estrellas (2.1)

      - XEIPN-TDT Canal 33 
        - once (11.1)
        - once niñas y niños (11.2)

### Coahuila
- -     - Ciudad Acuña 
      - XHHE-TDT Canal 25 
        - Azteca uno (1.1)
        - adn40 (1.2)

      - XHCHW-TDT Canal 27
        - 5* (5.1)

      - XHAMC-TDT Canal 34
        - Las Estrellas (2.1)
        - Fandroid Music Group (15.1)

      - XHCAW-TDT Canal 36
        - RCG Cd. Acuña (58.1)

    - Ciudad Allende 
      - XHWDT-TDT Canal 35
        - Las Estrellas (2.1)
        - Canal Veinte (19.1)

    - Monclova 
      - XHHC-TDT Canal 24 
        - Azteca uno (1.1)
        - adn40 (1.2)

      - XHMLA-TDT Canal 27 
        - Azteca 7 (7.1)
        - a+ (7.2)

      - XHMLC-TDT Canal 29
        - 5* (5.1)

      - XHMTCO-TDT Canal 33
        - Canal 6 (6.1)

      - XHMOT-TDT Canal 35
        - Las Estrellas (2.1)
        - Fandroid Music Group (15.1)

      - XHMAP-TDT Canal 36
        - Canal Veinte (19.1)
        - Canal Veinte Niñas y Niños (19.2)

    - Nueva Rosita 
      - XHRDC-TDT Canal 23
        - Las Estrellas (2.1)
        - Fandroid Music Group (16.1)

      - XHNOH-TDT Canal 29
        - 5* (5.1)

      - XHSBC-TDT Canal 34
        - Azteca 7 (7.1)

    - Parras de la Fuente 
      - XHPAC-TDT Canal 22
        - Las Estrellas (2.1)
        - Fandroid Music Group (15.1)

      - XHPFE-TDT Canal 28
        - Azteca 7 (7.1)

      - XHPFC-TDT Canal 29 
        - Azteca uno (1.1)
        - adn40 (1.2)

    - Piedras Negras 
      - XHPN-TDT Canal 20
        - NU9VE Piedras Negras (9.1)
        - Bajío TV (9.2)

      - XHPNT-TDT Canal 30
        - Las Estrellas (2.1)

      - XHPNH-TDT Canal 31
        - 5* (5.1)

      - XHPNG-TDT  Canal 32 
        - Azteca 7 (7.1)
        - a+ (7.2)

      - XHPNW-TDT Canal 33 
        - Super Channel 12 (12.1)
        - Super Channel 12 -2 horas (12.2)

    - Sabinas 
      - XHSDD-TDT Canal 21 
        - 15tv (15.1)
        - 15tv -2hrs (15.2)
        - MIX-TV (15.3)

      - XHCJ-TDT Canal 26 
        - Azteca uno (1.1)
        - adn40 (1.2)

    - Saltillo 
      - XHPBSA-TDT Canal 17 (Gobierno del Estado de Coahuila)
        - XHPBSA-TDT (17.1)

      - XHSTC-TDT Canal 20
        - 5* (5.1)

      - XHAE-TDT Canal 24
        - NU9VE Saltillo (9.1)
        - Bajío TV (9.2)

      - XHCTSA-TDT Canal 26 
        - Imagen Televisión (3.1)
        - Excélsior tv (3.4)

      - XHRCG-TDT Canal 30 
        - RCG TV 1HD (8.1)
        - RCG TV 2HD (8.2)
        - RCG TV 3HD (8.3)

      - XHSCE-TDT Canal 31 
        - once (11.1)
        - once niñas y niños (11.2)

      - XHLLO-TDT  Canal 33 
        - Azteca 7 (7.1)
        - a+ (7.2)

      - XHTSCO-TDT Canal 36 
        - Tele Saltillo (10.1)
        - Tele Saltillo -2 horas (10.2)
        - Tele Saltillo -3 horas (10.3)
        - Tele Saltillo -4 horas (10.4)

    - Torreón 
      - XHO-TDT Canal 20
        - Las Estrellas (2.1)
        - FOROtv (2.2)

      - XHOAH-TDT Canal 23 
        - Canal 6 (6.1)
        - Milenio Televisión (6.2)
        - CV Shopping (6.3)

      - XHCTTR-TDT Canal 24 
        - Imagen Televisión (3.1)
        - Excélsior tv (3.4)

      - XHTOB-TDT Canal 26
        - NU9VE Laguna (9.1)
        - Bajío TV (9.2)

      - XELN-TDT Canal 35
        - 5* (5.1)

### Colima
- -     - Armería 
      - XHTEC-TDT  Canal 23 
        - Las Estrellas (2.1)
        - 5* (5.1)
        - Fandroid Music Group (15.1)

    - Colima 
      - XHAMO-TDT Canal 11 (Gobierno del Estado de Colima)
        - Canal 12 (12.1)

      - XHBZ-TDT Canal 16
        - Las Estrellas (2.1)

      - XHCC-TDT Canal 17
        - 5* (5.1)

      - XHKF-TDT Canal 18
        - Azteca uno (1.1)
        - adn40 (1.2)

      - XHCOL-TDT Canal 19
        - Azteca 7 (7.1)
        - a+ (7.2)

      - XHSPRCO-TDT  Canal 21
        - Canal Catorce (14.1)
        - Ingenio Tv (14.2)
        - once (11.1)
        - tv•unam (20.1)
        - Canal 22 (22.1)
        - Canal del Congreso (45.1)

      - XHCKW-TDT Canal 26
        - NU9VE (9.1)
        - Bajío TV (9.2)

      - XHCTCO-TDT Canal 27 
        - Imagen Televisión (3.1)
        - Excélsior tv (3.4)

    - Isla Socorro 
      - XHIOC-TDT Canal 21
        - Las Estrellas (2.1)

    - Manzanillo 
      - XHDR-TDT Canal 21 
        - Azteca uno (1.1)
        - adn40 (1.2)

      - XHNCI-TDT Canal 31
        - Azteca 7 (7.1)

      - XHMAW-TDT Canal 36
        - NU9VE (9.1)
        - Bajío TV (9.2)

    - Tecomán 
      - XHTCA-TDT Canal 22 
        - Azteca uno (1.1)
        - adn40 (1.2)

      - XHTCO-TDT Canal 29 
        - Azteca 7 (7.1)
        - a+ (7.2)

### Durango
- -     - Cuencamé 
      - XHVEL-TDT Canal 22
        - Azteca uno (1.1)
        - Azteca 7 (7.1)

    - Durango 
      - XHFGL-TDT Canal 7
        - Tremenda TV (15.1)

      - XHUNES-TDT Canal 16 (Universidad Autónoma España de Durango)
        - España TV (8.1)

      - XHDUH-TDT  Canal 17 
        - 5* (5.1)
        - NU9VE (13.1)

      - XHDI-TDT  Canal 21 
        - Las Estrellas (2.1)
        - FOROtv (2.2)

      - XHUAD-TDT Canal 22 (Universidad Autónoma de Durango)
        - UAD TV (4.1)

      - XHCTDG-TDT Canal 24 
        - Imagen Televisión (3.1)
        - Excélsior tv (3.4)

      - XHDB-TDT Canal 26 
        - Azteca uno (1.1)
        - adn40 (1.2)

      - XHUJED-TDT Canal 28 (Universidad Juárez del Estado de Durango)
        - TV UJED (9.1)

      - XHMTDU-TDT Canal 29 
        - Canal 6 (6.1)
        - Milenio Televisión (6.2)
        - CV Shopping (6.3)

      - XHND-TDT Canal 30
        - CANAL DOCE (12.1)

      - XHDRG-TDT Canal 32 
        - Azteca 7 (7.1)
        - a+ (7.2)

      - XHDGO-TDT Canal 33 
        - once (11.1)
        - once niñas y niños (11.2)

      - XHA-TDT Canal 36
        - Canal Veinte (19.1)
        - Canal Veinte Niñas y Niños (19.2)

      - XHGDP-TDT Canal 14 
        - Azteca uno (1.1)
        - adn40 (1.2)

      - XHGZP-TDT Canal 18 
        - Azteca 7 (7.1)
        - a+ (7.2)

      - XHGPD-TDT Canal 34 
        - once (11.1)
        - once niñas y niños (11.2)

    - Guadalupe Victoria 
      - XHGVH-TDT Canal 19 
        - Azteca uno (1.1)
        - adn40 (1.2)

    - San Pedro del Gallo 
      - XHSPC-TDT Canal 25
        - Azteca 7 (7.1)

    - Santiago Papasquiaro 
      - XHRCSP-TDT Canal 22
        - XHRCP-TDT 15.1

      - XHPAP-TDT Canal 27 
        - Azteca uno (1.1)
        - adn40 (1.2)

### Guanajuato
- -     - Acámbaro 
      - XHGAC-TDT Canal 35 (Gobierno del Estado de Guanajuato)
        - tvcuatro (4.1)
        - TV4 Media (4.2)
        - TV4 Expresa (4.2)

    - Atarjea 
      - XHGAT-TDT Canal 24
        - Canal Veinte (19.1)
        - Canal Veinte Niñas y Niños (19.2)

    - Celaya 
      - XHCTCY-TDT Canal 15 
        - Imagen Televisión (3.1)
        - Excélsior tv (3.4)

      - XHCCG-TDT Canal 17
        - Azteca 7 (7.1)
        - a+ (7.2)

      - XHCEP-TDT Canal 19
        - Canal Veinte (19.1)
        - Canal Veinte Niñas y Niños (19.2)
        - Expresa TV (Patronato de Televisión Cultural de Guanajuato, A.C.) (15.1)

      - XHSPRCE-TDT Canal 20 
        - Canal Catorce (14.1)
        - once (11.1)
        - tv•unam (20.1)
        - Canal 22 (22.1)

      - XHCLT-TDT Canal 30 (Gobierno del Estado de Guanajuato)
        - tvcuatro (4.1)
        - TV4 Media (4.2)
        - TV4 Expresa (4.2)

      - XHMAS-TDT Canal 33 
        - Azteca uno (1.1)
        - adn40 (1.2)

    - Comonfort 
      - XHGCO-TDT Canal 25
        - Canal Veinte (19.1)
        - Canal Veinte Niñas y Niños (19.2)

    - Coroneo 
      - XHGCN-TDT Canal 24
        - Canal Veinte (19.1)
        - Canal Veinte Niñas y Niños (19.2)

    - Doctor Mora 
      - XHGDM-TDT Canal 24 
        - Canal Veinte (19.1)
        - Canal Veinte Niñas y Niños (19.2)

    - Dolores Hidalgo 
      - XHDLG-TDT Canal 35 (Gobierno del Estado de Guanajuato)
        - tvcuatro (4.1)
        - TV4 Media (4.2)
        - TV4 Expresa (4.2)

    - Guanajuato 
      - XHATO-TDT Canal 35 (Gobierno del Estado de Guanajuato)
        - tvcuatro (4.1)
        - TV4 Media (4.2)
        - TV4 Expresa (4.2)

    - Huanímaro 
      - XHGHU-TDT Canal 35 
        - Canal Veinte (19.1)
        - Canal Veinte Niñas y Niños (19.2)

    - Jerécuaro
      - XHGJE-TDT Canal 31
        - Canal Veinte (19.1)
        - Canal Veinte Niñas y Niños (19.2)

    - León 
      - XHL-TDT Canal 23 
        - Bajío TV (12.1)
        - NU9VE (9.1)
        - Fandroid Music Group (15.1)

      - XHLEJ-TDT Canal 24
        - 5* (5.1)

      - XHLEG-TDT Canal 25 (Gobierno del Estado de Guanajuato)
        - tvcuatro (4.1)
        - TV4 Media (4.2)
        - TV4 Expresa (4.2)

      - XHCTLE-TDT Canal 26 
        - Imagen Televisión (3.1)
        - Excélsior tv (3.4)

      - XHLGT-TDT Canal 27 
        - Las Estrellas (2.1)
        - FOROtv (2.2)

      - XHLGG-TDT Canal 31 
        - Canal 6 (6.1)
        - Milenio Televisión (6.2)
        - CV Shopping (6.3)
        - Teleritmo (6.4)

      - XHSPRLA-TDT Canal 34 
        - Canal Catorce (14.1)
        - once (11.1)
        - tv•unam (20.1)
        - Canal 22 (22.1)

      - XHTMGJ-TDT Canal 36
        - Canal 13 (13.1)

    - Ocampo 
      - XHGOC-TDT Canal 26
        - Canal Veinte (19.1)
        - Canal Veinte Niñas y Niños (19.2)

    - Pénjamo 
      - XHGPE-TDT Canal 21 (Gobierno del Estado de Guanajuato)
        - tvcuatro (4.1)
        - TV4 Media (4.2)
        - TV4 Expresa (4.2)

    - Salvatierra 
      - XHGSA-TDT Canal 31 
        - Canal Veinte (19.1)
        - Canal Veinte Niñas y Niños (19.2)

    - San Diego de la Unión 
      - XHGDU-TDT Canal 30
        - Canal Veinte (19.1)
        - Canal Veinte Niñas y Niños (19.2)

    - San Felipe 
      - XHGSF-TDT Canal 33
        - Canal Veinte (19.1)
        - Canal Veinte Niñas y Niños (19.2)

    - San José Iturbide 
      - XHGJI-TDT Canal 30
        - Canal Veinte (19.1)
        - Canal Veinte Niñas y Niños (19.2)

    - San Luis de la Paz 
      - XHGLP-TDT Canal 25 (Gobierno del Estado de Guanajuato)
        - tvcuatro (4.1)
        - TV4 Media (4.2)
        - TV4 Expresa (4.2)

    - San Miguel de Allende 
      - XHGSM-TDT Canal 23
        - Canal Veinte (19.1)
        - Canal Veinte Niñas y Niños (19.2)
        - El Canal de San Miguel (Proyección Cultural Sanmiguelense, A.C.) (8.1)

      - XHSMA-TDT Canal 24 (Gobierno del Estado de Guanajuato)
        - tvcuatro (4.1)
        - TV4 Media (4.2)
        - TV4 Expresa (4.2)

    - Santa Catarina 
      - XHGSC-TDT Canal 30
        - Canal Veinte (19.1)
        - Canal Veinte Niñas y Niños (19.2)

    - Santa Cruz de Juventino Rosas 
      - XHGJR-TDT Canal 35
        - Canal Veinte (19.1)
        - Canal Veinte Niñas y Niños (19.2)

    - Santiago Maravatio 
      - XHGMV-TDT Canal 35
        - Canal Veinte (19.1)
        - Canal Veinte Niñas y Niños (19.2)

    - Tarandácuao 
      - XHGTD-TDT Canal 21
        - Canal Veinte (19.1)
        - Canal Veinte Niñas y Niños (19.2)

    - Tarimoro 
      - XHGTA-TDT Canal 25
        - Canal Veinte (19.1)
        - Canal Veinte Niñas y Niños (19.2)

    - Tierra Blanca 
      - XHGTI-TDT Canal 23
        - Canal Veinte (19.1)
        - Canal Veinte Niñas y Niños (19.2)

    - Victoria 
      - XHGVK-TDT Canal 27
        - Canal Veinte (19.1)
        - Canal Veinte Niñas y Niños (19.2)

    - Xichu 
      - XHGXI-TDT Canal 22
        - Canal Veinte (19.1)
        - Canal Veinte Niñas y Niños (19.2)

### Guerrero
- -     - Acapulco de Juárez 
      - XHIE-TDT Canal 14
        - Azteca uno (1.1)
        - adn40 (1.2)

      - XHCTAC-TDT Canal 21 
        - Imagen Televisión (3.1)
        - Excélsior tv (3.4)

      - XHACZ-TDT Canal 22
        - NU9VE Acapulco (9.1)
        - Bajío TV (9.2)

      - XHAL-TDT Canal 23
        - 5* (5.1)

      - XHAP-TDT Canal 32 
        - Las Estrellas (2.1)
        - FOROtv (2.2)

      - XHACG-TDT Canal 33 (Gobierno del Estado de Guerrero)
        - RTG (4.1)

      - XHACC-TDT Canal 36 
        - Azteca 7 (7.1)
        - a+ (7.2)

    - Chilpancingo 
      - XHCK-TDT Canal 20
        - Las Estrellas (2.1)
        - Fandroid Music Group (15.1)

      - XHCER-TDT Canal 24 
        - Azteca uno (1.1)
        - adn40 (1.2)

      - XHCTCP-TDT Canal 25
        - Imagen Televisión (3.1)
        - Excélsior tv (3.4)

      - XHCHL-TDT Canal 28 
        - Azteca 7 (7.1)
        - a+ (7.2)

      - XHCHN-TDT Canal 34
        - 5* (5.1)

      - XHHCG-TDT Canal 35 (Gobierno del Estado de Guerrero)
        - RTG (4.1)

    - Iguala 
      - XHIGG-TDT Canal 26
        - Las Estrellas (2.1)
        - Fandroid Music Group (15.1)

      - XHTUX-TDT Canal 29
        - Azteca 7 (7.1)

      - XHIR-TDT Canal 30 
        - Azteca uno (1.1)
        - adn40 (1.2)

      - XHIGN-TDT Canal 31
        - 5* (5.1)

    - Ixtapa-Zihuatanejo 
      - XHIZG-TDT Canal 27
        - Las Estrellas (2.1)
        - Fandroid Music Group (15.1)

      - XHIXG-TDT Canal 28
        - 5* (5.1)

    - Ometepec 
      - XHOMT-TDT Canal 26
        - Las Estrellas (2.1)
        - Fandroid Music Group (15.1)

    - Taxco de Alarcón 
      - XHIB-TDT Canal 23 
        - Azteca uno (1.1)
        - adn40 (1.2)

      - XHTGG-TDT Canal 34
        - Las Estrellas (2.1)
        - Canal Veinte (19.1)

    - Zihuatanejo 
      - XHDU-TDT Canal 22 
        - Azteca uno (1.1)
        - adn40 (1.2)

    - XHIXZ-TDT Canal 25
      -         - Azteca 7 (7.1)

### Hidalgo
- -     - Huejutla de Reyes 
      - XHHUH-TDT Canal 27
        - Canal Veinte (19.1)
        - Canal Veinte Niñas y Niños (19.2)

    - Ixmiquilpan 
      - XHIXM-TDT Canal 22
        - Hidalgo Televisión (12.1)

    - Pachuca 
      - XHCTIX-TDT Canal 16 
        - Imagen Televisión (3.1)
        - Excélsior tv (3.4)

      - XHPAH-TDT Canal 21
        - Hidalgo Televisión (12.1)

      - XHPHG-TDT Canal 36 
        - Azteca 7 (7.1)
        - a+ (7.2)

    - San Nicolás Jacalá 
      - XHAFC-TDT Canal 23 
        - Azteca 7 (7.1)
        - Azteca uno (1.1)

    - Tepeapulco 
      - XHTOH-TDT Canal 23
        - Canal Veinte (19.1)
        - Canal Veinte Niñas y Niños (19.2)

    - Tula de Allende 
      - XHTHI-TDT Canal 14
        - Hidalgo Televisión (12.1)

    - Tulancingo 
      - XHTUH-TDT Canal 22
        - Hidalgo Televisión (12.1)

      - XHTGN-TDT Canal 24
        - Azteca uno (1.1)
        - Azteca 7 (7.1)

      - XHTWH-TDT Canal 34 
        - Las Estrellas (2.1)
        - 5* (5.1)
        - Fandroid Music Group (15.1)

### Jalisco
- -     - Atotonilco el Alto 
      - XHATJ-TDT Canal 36
        - Las Estrellas (2.1)
        - Fandroid Music Group (15.1)

      - XHATU-TDT Canal 19
        - 5* (5.1)

    - Autlán de Navarro 
      - XHAUM-TDT Canal 23
        - 5* (5.1)

      - XHANT-TDT Canal 32
        - Las Estrellas (2.1)
        - Fandroid Music Group (15.1)

    - Ciudad Guzmán 
      - XHPBGZ-TDT Canal 11 (Universidad de Guadalajara)
        - Canal 44 La Señal de Todos (44.1)
        - 44 Noticias (44.2)

      - XHGZG-TDT Canal 24 (Gobierno del Estado de Jalisco)
        - Jalisco TV (17.1)

    - Guadalajara 
      - XHQMGU-TDT Canal 9 
        - Quiero TV (10.1)
        - Quiero TV (-2 horas) (10.2)
        - Inova (10.3)

      - XHSPRGA-TDT Canal 20
        - Canal Catorce (14.1)
        - once (11.1)
        - tv•unam (20.1)
        - Canal 22 (22.1)

      - XHGUE-TDT Canal 22
        - 5* (5.1)

      - XHPBGD-TDT Canal 23 
        - once (11.1)
        - once niñas y niños (11.2)

      - XHGA-TDT Canal 24 
        - Las Estrellas (2.1)
        - FOROtv (2.2)

      - XHGJG-TDT Canal 25 (Gobierno del Estado de Jalisco)
        - Jalisco TV (17.1)
        - Jalisco TV Noticias (17.2)
        - Canal Parlamento (17.3)

      - XEWO-TDT Canal 26 
        - +V Más Visión (8.1)
        - CV Shopping (8.2)

      - XHUDG-TDT Canal 27 (Universidad de Guadalajara)
        - Canal 44 La Señal de Todos (44.1)
        - 44 Noticias (44.2)

      - XHCTGD-TDT Canal 28 
        - Imagen Televisión (3.1)
        - Excélsior tv (3.4)

      - XHG-TDT Canal 29
        - 4 XHG (4.1)

      - XHSFJ-TDT Canal 31 
        - Azteca 7 (7.1)
        - a+ (7.2)

      - XHJAL-TDT Canal 33 
        - Azteca uno (1.1)
        - adn40 (1.2)

      - XHTDJA-TDT Canal 34 
        - Canal 6 (6.1)
        - Milenio Televisión (6.2)
        - CV Shopping (6.3)
        - MVS tv (6.4)

      - XEDK-TDT Canal 35
        - NU9VE (9.1)
        - Bajío TV (9.2)

    - La Barca 
      - XHLBU-TDT Canal 25 
        - Las Estrellas (2.1)
        - 5* (5.1)

    - Lagos de Moreno
      - XHPBLM-TDT Canal 9 (Universidad de Guadalajara)
        - Canal 44 La Señal de Todos (44.1)
        - 44 Noticias (44.2)

    - Puerto Vallarta 
      - XHCPAF-TDT Canal 8 (Universidad de Guadalajara)
        - Canal 44 La Señal de Todos (44.1)

      - XHGPV-TDT Canal 21
        - Jalisco TV (17.1)

      - XHPVJ-TDT Canal 23 
        - Azteca 7 (7.1)
        - a+ (7.2)

      - XHGJ-TDT Canal 25 
        - Azteca uno (1.1)
        - adn40 (1.2)

      - XHCPPV-TDT Canal 27
        - TV MAR (10.1)

      - XHPVE-TDT Canal 35
        - 5* (5.1)

      - XHPVT-TDT Canal 36
        - Las Estrellas (2.1)
        - Fandroid Music Group (15.1)

### Estado do México
- -     - Altzomoni 
      - XEX-TDT Canal 14
        - 5* (5.1)

      - XHATZ-TDT Canal 16
        - NU9VE (9.1)
        - Bajío TV (9.2)

      - XHTM-TDT Canal 36 
        - Las Estrellas (2.1)
        - FOROtv (2.2)

    - Cerro Pico Três Padres 
      - XHPTP-TDT Canal 34 (Gobierno del Estado de México)
        - Mexiquense TV (34.1)

    - Cerro Jocotitilán (Toluca)
      - XHTOL-TDT Canal 19 
        - Las Estrellas (2.1)
        - FOROtv (2.2)

      - XHGEM-TDT Canal 20 
        - Mexiquense TV (34.1) (Gobierno del Estado de México )

      - XHXEM-TDT Canal 27 
        - Azteca uno (1.1)
        - adn40 (1.2)

      - XHLUC-TDT Canal 35 
        - Azteca 7 (7.1)
        - a+ (7.2)

      - XHTOK-TDT Canal 36
        - 5* (5.1)

    - Toluca 
      - XHCTTO-TDT Canal 14 
        - Imagen Televisión (3.1)
        - Excélsior tv (3.4)

      - XHSPREM-TDT Canal 30 
        - Canal Catorce (14.1)
        - once (11.1)
        - tv•unam (20.1)
        - Canal 22 (22.1)

    - Valle de Bravo 
      - XHVBM-TDT Canal 21 
        - once (11.1)
        - once niñas y niños (11.2)

### Michoacán
- -     - Apatzingán 
      - XHAPZ-TDT Canal 21
        - 5* (5.1)

      - XHAPN-TDT Canal 25
        - Las Estrellas (2.1)

      - XHAPA-TDT Canal 26 (Gobierno del Estado de Michoacán)
        - SM Televisión (16.1)

    - Ciudad Hidalgo 
      - XHCHM-TDT Canal 21 
        - Las Estrellas (2.1)
        - 5* (5.1)
        - Fandroid Music Group (15.1)

      - XHMHG-TDT Canal 34 (Gobierno del Estado de Michoacán)
        - SM Televisión (16.1)

    - Huetamo 
      - XHPBHU-TDT Canal 11 (Gobierno del Estado de Michoacán)
        - SM Televisión (16.1)

    - Jiquilpan de Juárez 
      - XHMJI-TDT Canal 21 (Gobierno del Estado de Michoacán)
        - SM Televisión (16.1)

    - La Piedad 
      - XHPMG-TDT Canal 22 (Gobierno del Estado de Michoacán)
        - SM Televisión (16.1)

    - Lázaro Cárdenas 
      - XHLCM-TDT Canal 26
        - Azteca uno (1.1)

      - XHLAM-TDT Canal 29 (Gobierno del Estado de Michoacán)
        - SM Televisión (16.1)

      - XHLBT-TDT Canal 30
        - Las Estrellas (2.1)
        - Fandroid Music Group (15.1)

      - XHLAC-TDT Canal 33
        - 5* (5.1)

    - Los Reyes de Salgado 
      - XHLRM-TDT Canal 31
        - Las Estrellas (2.1)
        - Canal Veinte (18.1)

    - Morelia 
      - XHMOR-TDT Canal 14 (Gobierno del Estado de Michoacán)
        - SM Televisión (16.1)

      - XHKW-TDT Canal 16
        - Las Estrellas/TV MarMor (2.1)

      - XHFX-TDT Canal 18
        - 5*/TV Michoacán (5.1)

      - XHMOW-TDT Canal 29
        - 5* (5.1)
        - NU9VE (9.1)

      - XHBUR-TDT Canal 32 
        - Azteca 7 (7.1)
        - a+ (7.2)

      - XHCTMO-TDT Canal 34 
        - Imagen Televisión (3.1)
        - Excélsior tv (3.4)

      - XHSPRMO-TDT Canal 19
        - Canal Catorce (14.1)
        - once (11.1)
        - Canal Veinte (18.1)
        - tv•unam (20.1)
        - Canal 22 (22.1)

    - Pátzcuaro 
      - XHCBM-TDT Canal 24 
        - Azteca uno (1.1)
        - Azteca 7 (1.2)

    - Puruándiro 
      - XHMPU-TDT Canal 34
        - Canal Veinte (18.1)
        - Canal Veinte Niñas y Niños (18.2)

      - XHPUM-TDT Canal 25 
        - Las Estrellas (2.1)
        - 5* (5.1)

    - Sahuayo y Jiquilpan 
      - XHSAM-TDT Canal 14 
        - Las Estrellas (2.1)
        - 5* (5.1)
        - Fandroid Music Group (15.1)

    - Tacámbaro 
      - XHMTC-TDT Canal 34
        - Canal Veinte (18.1)
        - Canal Veinte Niñas y Niños (18.2)

    - Uruapan 
      - XHSPRUM-TDT Canal 14 
        - Canal Catorce (14.1)
        - Ingenio Tv (14.2)
        - once (11.1)
        - tv•unam (20.1)
        - Canal 22 (22.1)
        - Canal del Congreso (45.1)

      - XHJGMI-TDT Canal 15
        - Multimedios Televisión (12.1)

      - XHBG-TDT Canal 27
        - Canal 13 (13.1)

      - XHURT-TDT Canal 30 
        - Las Estrellas (2.1)
        - FOROtv (2.2)

      - XHURU-TDT Canal 34 (Gobierno del Estado de Michoacán)
        - SM Televisión (16.1)

      - XHCTUR-TDT Canal 36 
        - Imagen Televisión (3.1)
        - Excélsior tv (3.4)

    - Zacapu 
      - XHMZA-TDT Canal 34
        - Canal 6 (6.1)
        - Milenio Televisión (6.2)
        - CV Shopping (6.3)

    - Zamora de Hidalgo 
      - XHRAM-TDT Canal 23 
        - Azteca 7 (7.1)
        - a+ (7.2)

      - XHZAM-TDT Canal 25
        - 5* (5.1)
        - NU9VE (9.1)

      - XHZMT-TDT Canal 29
        - Las Estrellas (2.1)
        - Fandroid Music Group (15.1)

      - XHTZA-TDT Canal 34 (Gobierno del Estado de Michoacán)
        - SM Televisión (16.1)

    - Zinapécuaro 
      - XHZIM-TDT Canal 36
        - Las Estrellas (2.1)
        - Canal Veinte (18.1)

    - Zitácuaro 
      - XHTCM-TDT Canal 15
        - Azteca 7 (7.1)

      - XHMZI-TDT Canal 22 (Gobierno del Estado de Michoacán)
        - SM Televisión (16.1)

      - XHZMM-TDT Canal 25 
        - Las Estrellas (2.1)
        - 5* (5.1)
        - Fandroid Music Group (15.1)

### Morelos
- -     - Cuernavaca 
      - XHCMO-TDT Canal 19 (Gobierno del Estado de Morelos)
        - El Canal de Morelos (15.1)

      - XHCIP-TDT Canal 20 
        - once (11.1)
        - once niñas y niños (11.2)
        - Canal Catorce (14.1)

      - XHCUV-TDT Canal 22 
        - Azteca 7 (7.1)
        - a+ (7.2)

      - XHCTCU-TDT Canal 23 
        - Imagen Televisión (3.1)
        - Excélsior tv (3.4)

      - XHCUR-TDT Canal 27 
        - Azteca uno (1.1)
        - adn40 (1.2)

      - XHCUM-TDT Canal 28
        - NU9VE Morelos (9.1)
        - Bajío TV (9.2)

### Nayarit
- -     - Acaponeta y Tecuala 
      - XHRTNA-TDT Canal 27
        - 8NTV (8.1)

      - XHACN-TDT Canal 32 
        - Las Estrellas (2.1)
        - 5* (5.1)

    - Islas Marías 
      - XHIMN-TDT Canal 23
        - Las Estrellas (2.1)

    - Santiago Ixcuintla (Peñitas) 
      - XHSEN-TDT Canal 18
        - Las Estrellas (2.1)

    - Tepic 
      - XHCTNY-TDT Canal 22 
        - Imagen Televisión (3.1)
        - Excélsior tv (3.4)

      - XHTPG-TDT Canal 24 (Gobierno del Estado de Nayarit)
        - 10TV Nayarit (10.1)

      - XHNTV-TDT Canal 26 
        - 8NTV (8.1)
        - Canal 6 (6.1)
        - Milenio Televisión (6.2)

      - XHTEN-TDT Canal 28
        - Las Estrellas (2.1)
        - Fandroid Music Group (15.1)

      - XHAF-TDT Canal 30 
        - Azteca uno (1.1)
        - adn40 (1.2)

      - XHLBN-TDT Canal 31 
        - Azteca 7 (7.1)
        - a+ (7.2)

      - XHTFL-TDT Canal 33 
        - 5* (5.1)
        - NU9VE (9.1)

      - XHKG-TDT Canal 36
        - XHKG TV Nayarit (4.1)

### Nuevo León
- -     - Agualeguas 
      - XHTMNL-TDT Canal 20
        - Canal 13 (13.1)

      - XHAGL-TDT Canal 27 (Gobierno del Estado de Nuevo León)
        - RTV Nuevo León (28.1)

    - Anáhuac 
      - XHNAN-TDT Canal 22
        - RTV Nuevo León (Gobierno del Estado de Nuevo León) (28.1)

    - Aramberri 
      - XHNAR-TDT Canal 21 
        - Canal Veinte (19.1)
        - Canal Veinte Niñas y Niños (19.2)

    - Cerralvo - Melchor Ocampo 
      - XHCMP-TDT Canal 27 
        - Canal Veinte (19.1)
        - Canal Veinte Niñas y Niños (19.2)
        - Canal 6 (6.1)

    - Doctor Arroyo 
      - XHNDA-TDT Canal 31 (Gobierno del Estado de Nuevo León)
        - RTV Nuevo León (28.1)

    - Doctor Coss 
      - XHDRC-TDT Canal 27
        - Canal Veinte (19.1)
        - Canal Veinte Niñas y Niños (19.2)

    - General Bravo - General Tapia 
      - XHGBT-TDT Canal 27
        - Canal Veinte (19.1)
        - Canal Veinte Niñas y Niños (19.2)
        - Canal 6 (6.1)

    - General Treviño 
      - XHGTR-TDT Canal 27
        - Canal Veinte (19.1)
        - Canal Veinte Niñas y Niños (19.2)

    - Higueras 
      - XHHGR-TDT Canal 27 
        - Canal Veinte (19.1)
        - Canal Veinte Niñas y Niños (19.2)

    - Iturbide 
      - XHTUB-TDT Canal 14 
        - Canal Veinte (19.1)
        - Canal Veinte Niñas y Niños (19.2)

    - La Chona - Aramberri 
      - XHLCH-TDT Canal 23
        - Canal Veinte (19.1)
        - Canal Veinte Niñas y Niños (19.2)

    - Lampazos de Naranjo 
      - XHZOS-TDT Canal 27 
        - Canal Veinte (19.1)
        - Canal Veinte Niñas y Niños (19.2)

    - Linares 
      - XHNLI-TDT Canal 33 (Gobierno del Estado de Nuevo León)
        - RTV Nuevo León (28.1)

    - Los Aldamas - Estación Los Aldama 
      - XHAEA-TDT Canal 27
        - Canal Veinte (19.1)
        - Canal Veinte Niñas y Niños (19.2)

    - Los Herrera 
      - XHHRR-TDT Canal 27
        - Canal Veinte (19.1)
        - Canal Veinte Niñas y Niños (19.2)

    - Los Ramones 
      - XHLRN-TDT Canal 27
        - Canal Veinte (19.1)
        - Canal Veinte Niñas y Niños (19.2)
        - Canal 6 (6.1)

    - Mier y Noriega 
      - XHMNG-TDT Canal 27
        - Canal Veinte (19.1)
        - Canal Veinte Niñas y Niños (19.2)

    - Monterrey 
      - XEFB-TDT Canal 15
        - Canal 4 Televisa Monterrey (4.1)

    - XHSPRMT-TDT Canal 16 
      -         - Canal Catorce (14.1)
        - once (11.1)
        - tv•unam (20.1)
        - Canal 22 (22.1)

      - XHFN-TDT Canal 17 
        - Azteca 7 (7.1)
        - a+ (7.2)

      - XHWX-TDT Canal 19 
        - Azteca uno (1.1)
        - adn40 (1.2)

      - XHCTMY-TDT Canal 22 
        - Imagen Televisión (3.1)
        - Excélsior tv (3.4)

      - XHX-TDT Canal 23 
        - Las Estrellas (2.1)
        - FOROtv (2.2)

      - XHAW-TDT Canal 25 
        - Canal 6 (6.1)
        - Milenio Televisión (6.2)

      - XHMNL-TDT Canal 28 (Gobierno del Estado de Nuevo León)
        - RTV Nuevo León (28.1)

      - XET-TDT Canal 31
        - 5* (5.1)

      - XHMOY-TDT Canal 32
        - NU9VE (9.1)
        - Bajío TV (9.2)

      - XHCNL-TDT Canal 34 
        - Canal 8 Televisa Monterrey (8.1)
        - CV Shopping (8.2)

      - XHMNU-TDT Canal 35 (Universidad Autónoma de Nuevo León)
        - Canal 53 (53.1)

      - XHPBMY-TDT Canal 36 
        - once (11.1)
        - once niñas y niños (11.2)

    - Paras 
      - XHPRS-TDT Canal 27
        - Canal Veinte (19.1)
        - Canal Veinte Niñas y Niños (19.2)

    - Rayones 
      - XHRNS-TDT Canal 28
        - Canal Veinte (19.1)
        - Canal Veinte Niñas y Niños (19.2)

    - Sabinas Hidalgo 
      - XHSAW-TDT Canal 21 
        - XMD (12.1)
        - Teleritmo (12.2)
        - CV Shopping (12.3)
        - MVS tv (12.4)

      - XHNSA-TDT Canal 24 (Gobierno del Estado de Nuevo León)
        - RTV Nuevo León (28.1)

      - XHCTSH-TDT Canal 36 
        - Imagen Televisión (3.1)
        - Excélsior tv (3.4)

    - Vallecillo 
      - XHCLL-TDT Canal 27
        - Canal Veinte (19.1)
        - Canal Veinte Niñas y Niños (19.2)

    - Villaldama - Bustamante 
      - XHVDB-TDT Canal 27 
        - Canal Veinte (19.1)
        - Canal Veinte Niñas y Niños (19.2)
        - Canal 6 (6.1)

    - Zaragoza 
      - XHZRZ-TDT Canal 14
        - Canal Veinte (19.1)
        - Canal Veinte Niñas y Niños (19.2)

### Oaxaca
- -     - Acatlán de Pérez Figueroa 
      - XHAPF-TDT Canal 21
        - Canal Veinte (18.1)
        - Canal Veinte Niñas y Niños (18.2)

    - Concepción Papalo 
      - XHCPO-TDT Canal 23 (Gobierno del Estado de Oaxaca)
        - CORTV (9.1)

    - Huajuapan de León 
      - XHHHN-TDT Canal 19
        - 5* (5.1)

      - XHCTHL-TDT Canal 28
        - Imagen Televisión (3.1)
        - Excélsior tv (3.4)

      - XHHDL-TDT Canal 29
        - Azteca 7 (7.1)

      - XHHLO-TDT Canal 31
        - Las Estrellas (2.1)
        - Fandroid Music Group (15.1)

      - XHJN-TDT Canal 33 
        - Azteca uno (1.1)
        - adn40 (1.2)

    - Huautla de Jiménez 
      - XHUJZ-TDT Canal 22
        - Canal Veinte (18.1)
        - Canal Veinte Niñas y Niños (18.2)

    - Juchitán de Zaragoza 
      - XHPAO-TDT Canal 21
        - Las Estrellas (2.1)
        - Fandroid Music Group (15.1)

      - XHJZA-TDT Canal 22 (Gobierno del Estado de Oaxaca)
        - CORTV (9.1)

    - Matías Romero 
      - XHIG-TDT Canal 25 
        - Azteca uno (1.1)
        - adn40 (1.2)

      - XHPSO-TDT Canal 30 
        - Azteca 7 (7.1)
        - a+ (7.2)

    - Miahuatlán de Porfirio Díaz 
      - XHMIO-TDT Canal 23
        - Las Estrellas (2.1)
        - Canal Veinte (18.1)

    - Oaxaca de Juárez 
      - XHCTOX-TDT Canal 16 
        - Imagen Televisión (3.1)
        - Excélsior tv (3.4)

      - XHCRP-TDT Canal 22
        - Canal Veinte (18.1)
        - Canal Veinte Niñas y Niños (18.2)

      - XHDG-TDT Canal 26 
        - Azteca 7 (7.1)
        - a+ (7.2)

      - XHOXX-TDT Canal 27
        - Azteca uno (1.1)

      - XHBN-TDT Canal 29 
        - Las Estrellas (2.1)
        - FOROtv (2.2)

      - XHBO-TDT Canal 32
        - Oaxaca TV (O•TV) (4.1)

      - XHOXO-TDT Canal 34 
        - 5* (5.1)
        - NU9VE (8.1)

      - XHSPROA-TDT Canal 35 
        - Canal Catorce (14.1)
        - once (11.1)
        - tv•unam (20.1)
        - Canal 22 (22.1)

      - XHAOX-TDT Canal 36 (Gobierno del Estado de Oaxaca)
        - CORTV (9.1)

    - Pinotepa Nacional 
      - XHPOX-TDT Canal 15 (Gobierno del Estado de Oaxaca)
        - CORTV (9.1)

      - XHINC-TDT Canal 24 
        - Azteca uno (1.1)
        - Azteca 7 (7.1)

      - XHPNO-TDT Canal 32
        - Las Estrellas (2.1)
        - Fandroid Music Group (15.1)

      - XHPIX-TDT Canal 34
        - 5* (5.1)

    - Puerto Ángel 
      - XHSDP-TDT Canal 22 
        - Canal Veinte (18.1)
        - Canal Veinte Niñas y Niños (18.2)

      - XHPAT-TDT Canal 36 
        - Las Estrellas (2.1)
        - 5* (5.1)

    - Puerto Escondido 
      - XHJP-TDT Canal 23
        - Azteca 7 (7.1)

      - XHPET-TDT Canal 31 
        - Las Estrellas (2.1)
        - Canal Veinte (18.1)

      - XHPCE-TDT Canal 33 
        - Azteca uno (1.1)
        - Azteca 7 (1.2)

    - Tehuantepec 
      - XHIH-TDT Canal 35
        - 5* (5.1)

    - Salina Cruz 
      - XHSCO-TDT Canal 28 
        - Azteca uno (1.1)
        - adn40 (1.2)

    - San Agustín Loxicha 
      - XHSGX-TDT Canal 28 
        - Canal Veinte (18.1)
        - Canal Veinte Niñas y Niños (18.2)

    - San Juan Bautista Tuxtepec 
      - XHJBT-TDT Canal 20 
        - Canal Veinte (18.1)
        - Canal Veinte Niñas y Niños (18.2)

    - San Miguel Tlacotepec 
      - XHSMT-TDT Canal 36 
        - Azteca 7 (7.1)
        - Azteca uno (1.1)

    - San Pedro Tapanatepec 
      - XHSPT-TDT Canal 22
        - Canal Veinte (18.1)
        - Canal Veinte Niñas y Niños (18.2)

    - Santa Catarina Juquila 
      - XHSCJ-TDT Canal 27 
        - Canal Veinte (18.1)
        - Canal Veinte Niñas y Niños (18.2)

    - Santa Maria Ixcatlán 
      - XHSMI-TDT Canal 23
        - Canal Veinte (18.1)
        - Canal Veinte Niñas y Niños (18.2)

    - Santiago Juxtlahuaca 
      - XHSXL-TDT Canal 22
        - Canal Veinte (18.1)
        - Canal Veinte Niñas y Niños (18.2)

    - Teotitlan de Flores Magon 
      - XHNEA-TDT Canal 22
        - Canal Veinte (18.1)
        - Canal Veinte Niñas y Niños (18.2)

    - Tlaxiaco 
      - XHTLO-TDT Canal 21
        - Canal Veinte (18.1)
        - Canal Veinte Niñas y Niños (18.2)

### Puebla
- -     - Puebla de Zaragoza 
      - XHMTPU-TDT Canal 15 
        - Canal 6 (6.1)
        - Milenio Televisión (6.2)
        - CV Shopping (6.3)
        - MVS tv (6.4)

      - XHCTPU-TDT Canal 21 
        - Imagen Televisión (3.1)
        - Excélsior tv (3.4)

      - XHPUR-TDT Canal 24 
        - Azteca uno (1.1)
        - adn40 (1.2)

      - XHPUE-TDT Canal 26 (Gobierno del Estado de Puebla)
        - Puebla TV (26.1)

      - XHTEM-TDT Canal 27 
        - Azteca 7 (7.1)
        - a+ (7.2)

      - XHP-TDT Canal 29 (Televisa Regional)
        - Televisa Puebla - Tu Conexión con Puebla (4.1)

      - XHSPRPA-TDT Canal 30 
        - Canal Catorce (14.1)
        - once (11.1)
        - tv•unam (20.1)
        - Canal 22 (22.1)

      - XHTMPT-TDT Canal 32
        - Canal 13 (13.1)

    - Tehuacán 
      - XHTHN-TDT Canal 28 
        - Azteca uno (1.1)
        - adn40 (1.2)

      - XHTHP-TDT Canal 34 
        - Azteca 7 (7.1)
        - a+ (7.2)

    - Zacatlán 
      - XHPBZC-TDT Canal 11 (Gobierno del Estado de Puebla)
        - Puebla TV (26.1)

      - XHZAP-TDT Canal 20 
        - Las Estrellas (2.1)
        - 5* (5.1)
        - Fandroid Music Group (15.1)

### Querétaro
- -     - Santiago de Querétaro 
      - XHPBQR-TDT Canal 11 (Universidad Autónoma de Querétaro)
        - TvUAQ (24.1)

      - XHSECE-TDT Canal 14
        - RTQ (Radio y Televisión Querétaro) (10.1)

      - XHQCZ-TDT Canal 18
        - NU9VE Querétaro (9.1)
        - Bajío TV (9.2)

      - XHQUR-TDT Canal 26 
        - Azteca uno (1.1)
        - adn40 (1.2)

      - XEZ-TDT Canal 29
        - 5* (5.1)

      - XHSPRMQ-TDT Canal 30 
        - Canal Catorce (14.1)
        - once (11.1)
        - tv•unam (20.1)
        - Canal 22 (22.1)

      - XHZ-TDT Canal 32 
        - Las Estrellas (2.1)
        - FOROtv (2.2)

      - XHQUE-TDT Canal 34 
        - Azteca 7 (7.1)
        - a+ (7.2)

### Quintana Roo
- -     - Cancún 
      - XHCCN-TDT Canal 21
        - Las Estrellas (2.1)
        - Fandroid Music Group (15.1)

      - XHCTCN-TDT Canal 22 
        - Imagen Televisión (3.1)
        - Excélsior tv (3.4)

      - XHAQR-TDT Canal 25 
        - Azteca 7 (7.1)
        - a+ (7.2)

      - XHQRO-TDT Canal 27 
        - 5* (5.1)
        - NU9VE (9.1)

      - XHCCQ-TDT Canal 28 
        - Azteca uno (1.1)
        - adn40 (1.2)

      - XHTMQR-TDT Canal 32
        - Canal 13 (13.1)

      - XHNQR-TDT Canal 34 (Gobierno del Estado de Quintana Roo)
        - SQCS Televisión (4.1)

      - XHCCU-TDT Canal 36
        - SIPSE TVCUN (8.1)

      - XHTMCH-TDT Canal 20
        - Canal 13 (13.1)

      - XHBX-TDT Canal 23 
        - Azteca uno (1.1)
        - adn40 (1.2)

      - XHCQO-TDT Canal 26 
        - Azteca 7 (7.1)
        - a+ (7.2)

      - XHCHF-TDT Canal 27
        - Las Estrellas (2.1)
        - Fandroid Music Group (15.1)

      - XHCQR-TDT Canal 29 
        - 5* (5.1)
        - NU9VE (9.1)

      - XHLQR-TDT Canal 34 (Gobierno del Estado de Quintana Roo)
        - SQCS Televisión (4.1)

    - Cozumel 
      - XHCOZ-TDT Canal 23
        - once (11.1)

      - XHCOQ-TDT Canal 30 
        - Las Estrellas (2.1)
        - 5* (5.1)
        - NU9VE (9.1)
        - Fandroid Music Group (15.1)

    - Felipe Carrillo Puerto 
      - XHPVC-TDT Canal 25 
        - Azteca uno (1.1)
        - Azteca 7 (7.1)

      - XHFCQ-TDT Canal 28 (Gobierno del Estado de Quintana Roo)
        - SQCS Televisión (4.1)

    - Tulum 
      - XHTMTU-TDT Canal 19
        - Canal 13 (13.1)

### San Luis Potosí
- -     - Ciudad Valles 
      - XHKD-TDT Canal 27 
        - Azteca 7 (7.1)
        - Azteca uno (1.1)

      - XHCDV-TDT Canal 30
        - Las Estrellas (2.1)
        - Fandroid Music Group (15.1)

      - XHVST-TDT Canal 32
        - 5* (5.1)

      - XHVSL-TDT Canal 36
        - Canal Veinte (19.1)
        - Canal Veinte Niñas y Niños (19.2)

    - Matehuala 
      - XHCDI-TDT Canal 22
        - Azteca 7 (7.1)

      - XHPMS-TDT Canal 26 
        - Azteca uno (1.1)
        - adn40 (1.2)

      - XHMTS-TDT Canal 29 
        - Las Estrellas (2.1)
        - 5* (5.1)
        - Fandroid Music Group (15.1)

      - XHCOSL-TDT Canal 33
        - Canal 7 (Comunicación 2000) (10.1)

    - Rioverde 
      - XHCTRV-TDT Canal 26 
        - Imagen Televisión (3.1)
        - Excélsior tv (3.4)

    - San Luis Potosí
      - XHROSL-TDT Canal 10
        - XHROSL-TDT (4.1)

      - XHDE-TDT Canal 16
        - CN13 (13.1)

      - XHCLP-TDT Canal 22 
        - Azteca 7 (7.1)
        - a+ (7.2)

      - XHSLP-TDT Canal 24 
        - once (11.1)
        - once niñas y niños (11.2)

      - XHDD-TDT Canal 28 
        - Azteca uno (1.1)
        - adn40 (1.2)

      - XHSLV-TDT Canal 29 
        - Canal 7 (Comunicación 2000) (10.1)
        - Canal 7 - Un Canal de Diez (10.2)

      - XHSLA-TDT Canal 31 
        - Las Estrellas (2.1)
        - FOROtv (2.2)

      - XHCTSL-TDT Canal 33 
        - Imagen Televisión (3.1)
        - Excélsior tv (3.4)

      - XHSLT-TDT Canal 34 
        - 5* (5.1)
        - NU9VE San Luis Potosí (8.1)

      - XHSLS-TDT Canal 35 (Gobierno del Estado de San Luis Potosí)
        - NUEVE TV (9.1)

    - Tamazunchale 
      - XHTAZ-TDT Canal 21 
        - Azteca uno (1.1)
        - adn40 (1.2)

      - XHTZL-TDT Canal 24
        - Azteca 7 (7.1)

      - XHTAT-TDT Canal 29 
        - Las Estrellas (2.1)
        - 5* (5.1)

### Sinaloa
- -     - Culiacán 
      - XHSIN-TDT Canal 21 
        - once (11.1)
        - once niñas y niños (11.2)

      - XHCUI-TDT Canal 24 
        - 5* (5.1)
        - NU9VE (9.1)

      - XHQ-TDT Canal 30 
        - TVP Culiacan (10.1)
        - TVP -1 Hora (10.2)
        - TVP -2 Horas (10.3)

      - XHCUA-TDT Canal 32 
        - Azteca uno (1.1)
        - adn40 (1.2)

      - XHCTCI-TDT Canal 33 
        - Imagen Televisión (3.1)
        - Excélsior tv (3.4)

      - XHDO-TDT Canal 35 
        - Azteca 7 (7.1)
        - a+ (7.2)

      - XHBT-TDT Canal 23
        - Las Estrellas (2.1)
        - FOROtv (2.2)

    - Los Mochis 
      - XHSIM-TDT Canal 21 
        - once (11.1)
        - once niñas y niños (11.2)

      - XHMSI-TDT Canal 27 
        - Azteca uno (1.1)
        - adn40 (1.2)

      - XHMIS-TDT Canal 1 
        - Azteca 7 (7.1)
        - a+ (7.2)

      - XHCTLM-TDT Canal 33 
        - Imagen Televisión (3.1)
        - Excélsior tv (3.4)

      - XHBS-TDT Canal 25
        - Las Estrellas (2.1)
        - Fandroid Music Group (16.1)

      - XHLMI-TDT Canal 29 
        - 5* (5.1)
        - NU9VE (9.1)

    - Mazatlán 
      - XHCTMZ-TDT Canal 21 
        - Imagen Televisión (3.1)
        - Excélsior tv (3.4)

      - XHMZ-TDT Canal 23 
        - TVP Mazatlán (10.1)
        - TVP Mazatlán -1 Hora (10.2)
        - TVP Mazatlán -2 Horas (10.3)

      - XHOW-TDT Canal 25
        - Las Estrellas (2.1)
        - Fandroid Music Group (15.1)

      - XHMAF-TDT Canal 28 
        - 5* (5.1)
        - NU9VE (9.1)

      - XHSPRMS-TDT Canal 29
        - Canal Catorce (14.1)
        - Ingenio Tv (14.2)
        - once (11.1)
        - tv•unam (20.1)
        - Canal 22 (22.1)
        - Canal del Congreso (45.1)

      - XHDL-TDT Canal 31 
        - Azteca 7 (7.1)
        - a+ (7.2)

      - XHLSI-TDT Canal 34 
        - Azteca uno (1.1)
        - adn40 (1.2)

### Sonora
- -     - Adivino 
      - XHADO-TDT Canal 14
        - Canal Veinte (19.1)
        - Canal Veinte Niñas y Niños (19.2)

    - Água Prieta 
      - XHAPT-TDT Canal 17
        - Las Estrellas (2.1)
        - Fandroid Music Group (16.1)

      - XHAPS-TDT Canal 22
        - Telemax (Gobierno del Estado de Sonora) (15.1)

    - Álamos 
      - XHALM-TDT Canal 22
        - Canal Veinte (19.1)
        - Canal Veinte Niñas y Niños (19.2)

    - Arivechi 
      - XHACH-TDT Canal 22
        - Canal Veinte (19.1)
        - Canal Veinte Niñas y Niños (19.2)

    - Arizpe 
      - XHAZP-TDT Canal 14
        - Canal Veinte (19.1)
        - Canal Veinte Niñas y Niños (19.2)

    - Átil
      - XHALS-TDT Canal 14
        - Canal Veinte (19.1)
        - Canal Veinte Niñas y Niños (19.2)

    - Bacadéhuachi
      - XHBNI-TDT Canal 14
        - Canal Veinte (19.1)
        - Canal Veinte Niñas y Niños (19.2)

    - Bacanora 
      - XHBCA-TDT Canal 14
        - Canal Veinte (19.1)
        - Canal Veinte Niñas y Niños (19.2)

    - Bacerac 
      - XHBAC-TDT Canal 16
        - Canal Veinte (19.1)
        - Canal Veinte Niñas y Niños (19.2)

    - Bacoachi 
      - XHBCI-TDT Canal 14
        - Canal Veinte (19.1)
        - Canal Veinte Niñas y Niños (19.2)

    - Banámichi 
      - XHBAS-TDT Canal 30
        - Canal Veinte (19.1)
        - Canal Veinte Niñas y Niños (19.2)

    - Baviácora 
      - XHBVA-TDT Canal 14
        - Canal Veinte (19.1)
        - Canal Veinte Niñas y Niños (19.2)

    - Bavispe
      - XHBVE-TDT Canal 14
        - Canal Veinte (19.1)
        - Canal Veinte Niñas y Niños (19.2)

    - Benjamín Hill 
      - XHBNL-TDT Canal 14
        - Canal Veinte (19.1)
        - Canal Veinte Niñas y Niños (19.2)

    - Caborca 
      - XHCBO-TDT Canal 17
        - 5* (5.1)

      - XHSVT-TDT Canal 35
        - Las Estrellas (2.1)
        - Fandroid Music Group (16.1)

      - XHCAS-TDT Canal 36
        - Telemax (Gobierno del Estado de Sonora) (15.1)

    - Cananea 
      - XHCAN-TDT Canal 25
        - Azteca 7 (7.1)

      - XHCNS-TDT Canal 34
        - Las Estrellas (2.1)
        - Fandroid Music Group (16.1)

    - XHCCS-TDT Canal 43
      -         - Telemax (Gobierno del Estado de Sonora) (15.1)

    - Carbó 
      - XHCRO-TDT Canal 15
        - Canal Veinte (19.1)
        - Canal Veinte Niñas y Niños (19.2)

    - Ciudad Obregón 
      - XHCTOB-TDT Canal 24 
        - Imagen Televisión (3.1)
        - Excélsior tv (3.4)

      - XHSPROS-TDT Canal 31 
        - Canal Catorce (14.1)
        - Ingenio Tv (14.2)
        - once (11.1)
        - tv•unam (20.1)
        - Canal 22 (22.1)
        - Canal del Congreso (45.1)

      - XHI-TDT Canal 32 
        - TVP Yaqui (10.1)
        - TVP -1 Hora (10.2)
        - TVP Los Mochis (10.3)

      - XHCSO-TDT Canal 33 
        - Azteca uno (1.1)
        - adn40 (1.2)

      - XHBK-TDT Canal 35 
        - Azteca 7 (7.1)
        - a+ (7.2)

      - XHCDO-TDT Canal 36 
        - 5* (5.1)
        - Televisa Sonora (12.1)
        - NU9VE (9.1)

      - XHCOJ-TDT Canal 14
        - Telemax (Gobierno del Estado de Sonora) (15.1)

    - Cucurpe 
      - XHRPS-TDT Canal 14
        - Canal Veinte (19.1)
        - Canal Veinte Niñas y Niños (19.2)

    - Cumpas 
      - XHCPS-TDT Canal 34
        - Canal Veinte (19.1)
        - Canal Veinte Niñas y Niños (19.2)

    - Divisadero 
      - XHDVS-TDT Canal 16
        - Canal Veinte (19.1)
        - Canal Veinte Niñas y Niños (19.2)

    - Fronteras 
      - XHFAS-TDT Canal 19
        - Canal Veinte (19.1)
        - Canal Veinte Niñas y Niños (19.2)

    - Granados 
      - XHGDS-TDT Canal 28
        - Canal Veinte (19.1)
        - Canal Veinte Niñas y Niños (19.2)

    - Guaymas 
      - XHSGU-TDT Canal 18
        - Telemax (Gobierno del Estado de Sonora) (15.1)

      - XHGST-TDT Canal 20
        - Las Estrellas (2.1)
        - Fandroid Music Group (16.1)

      - XHHN-TDT Canal 21 
        - Azteca uno (1.1)
        - Azteca 7 (7.1)

      - XHGUY-TDT Canal 29
        - 5* (5.1)

    - Hermosillo 
      - XHUS-TDT Canal 8 (Universidad de Sonora)
        - UNISON TV (8.1)

      - XEWH-TDT Canal 19
        - Telemax (Gobierno del Estado de Sonora) (15.1)

      - XHHES-TDT Canal 23 
        - Las Estrellas (2.1)
        - FOROtv (2.2)

      - XHHO-TDT Canal 24 
        - Azteca 7 (7.1)
        - a+ (7.2)

      - XHSPRHA-TDT Canal 27 
        - Canal Catorce (14.1)
        - Ingenio Tv (14.2)
        - once (11.1)
        - tv•unam (20.1)
        - Canal 22 (22.1)

      - XHCTHE-TDT Canal 28 
        - Imagen Televisión (3.1)
        - Excélsior tv (3.4)

      - XHHMS-TDT Canal 29
        - 5* (5.1)

      - XHHSS-TDT Canal 30 
        - Azteca uno (1.1)
        - adn40 (1.2)

      - XHHMA-TDT Canal 31
        - NU9VE (9.1)
        - Bajío TV (9.2)

      - XHAK-TDT Canal 33
        - Televisa Sonora (12.1)

    - Huachinera 
      - XHHCH-TDT Canal 14
        - Canal Veinte (19.1)
        - Canal Veinte Niñas y Niños (19.2)

    - Huásabas 
      - XHHAS-TDT Canal 18
        - Canal Veinte (19.1)
        - Canal Veinte Niñas y Niños (19.2)

    - Ímuris 
      - XHIMS-TDT Canal 19
        - Canal Veinte (19.1)
        - Canal Veinte Niñas y Niños (19.2)

    - Magdalena de Kino 
      - XHMDS-TDT Canal 14
        - Canal Veinte (19.1)
        - Canal Veinte Niñas y Niños (19.2)

      - XHMST-TDT Canal 21
        - Las Estrellas (2.1)
        - Fandroid Music Group (15.1)

    - Mazatán 
      - XHMZN-TDT Canal 34
        - Canal Veinte (19.1)
        - Canal Veinte Niñas y Niños (19.2)

    - Moctezuma 
      - XHMOS-TDT Canal 31
        - Canal Veinte (19.1)
        - Canal Veinte Niñas y Niños (19.2)

    - Naco 
      - XHNAC-TDT Canal 33
        - Canal Veinte (19.1)
        - Canal Veinte Niñas y Niños (19.2)

    - Nácori Chico 
      - XHNCO-TDT Canal 14
        - Canal Veinte (19.1)
        - Canal Veinte Niñas y Niños (19.2)

    - Nacori Grande 
      - XHNGE-TDT Canal 14
        - Canal Veinte (19.1)
        - Canal Veinte Niñas y Niños (19.2)

    - Nacozari 
      - XHNCZ-TDT Canal 22
        - Telemax (Gobierno del Estado de Sonora) (15.1)

    - Navojoa 
      - XHBF-TDT Canal 27
        - Las Estrellas (2.1)
        - Fandroid Music Group (16.1)

    - Nogales 
      - XHFA-TDT Canal 15 
        - Azteca uno (1.1)
        - adn40 (1.2)

      - XHNOS-TDT Canal 17
        - Las Estrellas (2.1)
        - Fandroid Music Group (15.1)

      - XHNOA-TDT Canal 24
        - Azteca 7 (7.1)

      - XHNON-TDT Canal 26
        - 5* (5.1)

      - XHNSS-TDT Canal 31
        - 8.1 Nogales (8.1)

    - Ónavas 
      - XHONV-TDT Canal 14
        - Canal Veinte (19.1)
        - Canal Veinte Niñas y Niños (19.2)

    - Oquitoa 
      - XHOQT-TDT Canal 15
        - Canal Veinte (19.1)
        - Canal Veinte Niñas y Niños (19.2)

    - Puerto Peñasco 
      - XHPPS-TDT Canal 21 
        - Azteca 7 (7.1)
        - Azteca uno (1.1)

      - XHPDT-TDT Canal 22 
        - Las Estrellas (2.1)
        - 5* (5.1)
        - Fandroid Music Group (16.1)

      - XHPES-TDT Canal 48
        - Telemax (Gobierno del Estado de Sonora) (15.1)

    - Querobabi 
      - XHQBI-TDT Canal 16
        - Canal Veinte (19.1)
        - Canal Veinte Niñas y Niños (19.2)

    - Rayón 
      - XHRON-TDT Canal 15
        - Canal Veinte (19.1)
        - Canal Veinte Niñas y Niños (19.2)

    - Rosario 
      - XHRSO-TDT Canal 35
        - Canal Veinte (19.1)
        - Canal Veinte Niñas y Niños (19.2)

    - Sahuaripa 
      - XHSPA-TDT Canal 20
        - Canal Veinte (19.1)
        - Canal Veinte Niñas y Niños (19.2)

    - San Felipe de Jesús 
      - XHSFS-TDT Canal 18
        - Canal Veinte (19.1)
        - Canal Veinte Niñas y Niños (19.2)

    - San Javier 
      - XHSJR-TDT Canal 14
        - Canal Veinte (19.1)
        - Canal Veinte Niñas y Niños (19.2)

    - San Luis Río Colorado 
      - XHRCS-TDT Canal 30
        - Telemax (Gobierno del Estado de Sonora) (15.1)

      - XHLRT-TDT Canal 32 
        - Las Estrellas (2.1)
        - 5* (5.1)
        - Fandroid Music Group (16.1)

    - San Pedro de la Cueva 
      - XHSPE-TDT Canal 14
        - Canal Veinte (19.1)
        - Canal Veinte Niñas y Niños (19.2)

    - Santa Ana 
      - XHSAS-TDT Canal 15
        - Canal Veinte (19.1)
        - Canal Veinte Niñas y Niños (19.2)

    - Santa Cruz 
      - XHSCZ-TDT Canal 14
        - Canal Veinte (19.1)
        - Canal Veinte Niñas y Niños (19.2)

    - Sáric 
      - XHSIC-TDT Canal 14
        - Canal Veinte (19.1)
        - Canal Veinte Niñas y Niños (19.2)

    - Sasabe 
      - XHSSE-TDT Canal 14
        - Canal Veinte (19.1)
        - Canal Veinte Niñas y Niños (19.2)

    - Sinoquipe 
      - XHSQP-TDT Canal 17
        - Canal Veinte (19.1)
        - Canal Veinte Niñas y Niños (19.2)

    - Sonoyta 
      - XHSYT-TDT Canal 14
        - Canal Veinte (19.1)
        - Canal Veinte Niñas y Niños (19.2)

    - Soyopa 
      - XHSYO-TDT Canal 14
        - Canal Veinte (19.1)
        - Canal Veinte Niñas y Niños (19.2)

    - Suaqui Grande 
      - XHSGE-TDT Canal 14
        - Canal Veinte (19.1)
        - Canal Veinte Niñas y Niños (19.2)

    - Tepache 
      - XHTCE-TDT Canal 14
        - Canal Veinte (19.1)
        - Canal Veinte Niñas y Niños (19.2)

    - Ures 
      - XHUES-TDT Canal 14
        - Canal Veinte (19.1)
        - Canal Veinte Niñas y Niños (19.2)

    - Villa Hidalgo 
      - XHVHO-TDT Canal 14
        - Canal Veinte (19.1)
        - Canal Veinte Niñas y Niños (19.2)

    - Villa Pesqueira 
      - XHVPA-TDT Canal 31
        - Canal Veinte (19.1)
        - Canal Veinte Niñas y Niños (19.2)

    - Yecora 
      - XHYES-TDT Canal 39
        - Canal Veinte (19.1)
        - Canal Veinte Niñas y Niños (19.2)

### Tabasco
- -     - Frontera 
      - XHFRT-TDT Canal 27 
        - Las Estrellas (2.1)
        - 5* (5.1)

    - La Venta 
      - XHUBT-TDT Canal 31 
        - Las Estrellas (2.1)
        - 5* (5.1)

      - XHLAV-TDT Canal 33 
        - Azteca 7 (7.1)
        - Azteca uno (1.1)

      - XHVET-TDT Canal 34
        - TVT (46.1)

    - Tenosique 
      - XHTOE-TDT Canal 26
        - Canal 13 (13.1)

      - XHTET-TDT Canal 30 
        - Las Estrellas (2.1)
        - 5* (5.1)

      - XHMET-TDT Canal 34
        - Canal Veinte (19.1)
        - Canal Veinte Niñas y Niños (19.2)

    - Villahermosa 
      - XHVIH-TDT Canal 23
        - Azteca 7 (7.1)
        - a+ (7.2)

      - XHSPRVT-TDT Canal 25
        - Canal Catorce (14.1)
        - Ingenio Tv (14.2)
        - once (11.1)
        - tv•unam (20.1)
        - Canal 22 (22.1)
        - Canal del Congreso (45.1)

      - XHVHT-TDT Canal 29
        - Azteca uno (1.1)
        - adn40 (1.2)

      - XHTVL-TDT Canal 30
        - Canal 13 (13.1)

      - XHVIZ-TDT Canal 32 
        - Las Estrellas (2.1)
        - NU9VE (9.1)
        - 5* (5.1)
        - Fandroid Music Group (15.1)

      - XHLL-TDT Canal 33
        - Canal 6 (8.1)

      - XHSTA-TDT Canal 34
        - TVT (46.1)

      - XHUJAT-TDT Canal 35 (Universidad Juárez Autónoma de Tabasco)
        - TV UJAT (35.1)

      - XHCTVL-TDT Canal 36 
        - Imagen Televisión (3.1)
        - Excélsior tv (3.4)

### Tamaulipas
- -     - Ciudad Mante 
      - XHCMU-TDT Canal 22
        - 5* (5.1)
        - XHBY-TDT Canal 23
        - Azteca uno (1.1)
        - adn40 (1.2)

      - XHMBT-TDT Canal 34
        - Las Estrellas (2.1)
        - Fandroid Music Group (15.1)

    - Ciudad Victoria 
      - XHCTVI-TDT Canal 20 
        - Imagen Televisión (3.1)
        - Excélsior tv (3.4)

      - XHCVT-TDT Canal 24 
        - Azteca uno (1.1)
        - adn40 (1.2)

      - XHVTU-TDT Canal 25 
        - Canal 6 (6.1)
        - Milenio Televisión (6.2)
        - CV Shopping (6.3)
        - MVS tv (6.4)

      - XHCVI-TDT Canal 26
        - NU9VE Cd. Victoria (9.1)
        - Bajío TV (9.2)

      - XHCDT-TDT Canal 29 
        - Azteca 7 (7.1)
        - a+ (7.2)

      - XHTK-TDT Canal 31
        - Las Estrellas (2.1)

      - XHUT-TDT Canal 36
        - 5* (5.1)

    - La Rosita Villagrán 
      - XHLUT-TDT Canal 30
        - Las Estrellas (2.1)
        - Canal Veinte (19.1)

    - Matamoros 
      - XHMTA-TDT Canal 12 
        - Azteca uno (1.1)
        - adn40 (1.2)

      - XHVTV-TDT Canal 15 
        - Canal 6 (6.1)
        - Milenio Televisión (6.2)
        - CV Shopping (6.3)
        - MVS tv (6.4)

      - XHRIO-TDT Canal 26
        - The CW (15.1)

      - XHAB-TDT Canal 30 (Televisa Regional)
        - Vallevisión (8.1)

      - XHOR-TDT Canal 33 
        - Azteca 7 (7.1)
        - a+ (7.2)

    - Nuevo Laredo 
      - XEFE-TDT Canal 17
        - Canal Veinte (19.1)
        - Canal Veinte Niñas y Niños (19.2)

      - XHLNA-TDT Canal 23
        - Azteca uno (1.1)
        - adn40 (1.2)

      - XHBR-TDT Canal 25 
        - Televisa Nuevo Laredo (4.1)
        - 5* (5.1)

      - XHLAR-TDT Canal 29
        - Las Estrellas (2.1)
        - Fandroid Music Group (15.1)

      - XHNAT-TDT Canal 32 
        - Canal 6 (6.1)
        - Milenio Televisión (6.2)
        - CV Shopping (6.3)
        - MVS tv (6.4)

      - XHLAT-TDT Canal 33 
        - Azteca 7 (7.1)
        - a+ (7.2)

      - XHCTNL-TDT Canal 35
        - Imagen Televisión (3.1)
        - Excélsior tv (3.4)

    - Reynosa 
      - XERV-TDT Canal 19
        - XERV 9/Las Estrellas (9.1)

      - XHREY-TDT Canal 36 
        - Azteca uno (1.1)
        - adn40 (1.2)

    - Reynosa-Matamoros 
      - XHCTRM-TDT Canal 22
        - Imagen Televisión (13.1)
        - Excélsior tv (13.4)

      - XHTAM-TDT Canal 28 
        - Las Estrellas (2.1)
        - 5* (2.2)
        - Fandroid Music Group (16.1)

    - San Fernando 
      - XHFET-TDT Canal 21 
        - Azteca uno (1.1)
        - Azteca 7 (7.1)

      - XHSFT-TDT Canal 25
        - Las Estrellas (2.1)
        - Canal Veinte (19.1)

    - Soto la Marina 
      - XHHP-TDT Canal 28 
        - Azteca uno (1.1)
        - Azteca 7 (7.1)

      - XHSZT-TDT Canal 32
        - Las Estrellas (2.1)
        - Canal Veinte (19.1)

    - Tampico 
      - XHTAO-TDT Canal 14 
        - Canal 6 (6.1)
        - Milenio Televisión (6.2)
        - CV Shopping (6.3)
        - MVS tv (6.4)

      - XHD-TDT Canal 15
        - 5* (5.1)

      - XHTPZ-TDT Canal 16
        - Televisa del Golfo (4.1)
        - NU9VE (9.1)

      - XHGO-TDT Canal 17 
        - Las Estrellas (2.1)
        - FOROtv (2.2)

      - XHTAU-TDT Canal 21 
        - Azteca 7 (7.1)
        - a+ (7.2)

      - XHCTTA-TDT Canal 25 
        - Imagen Televisión (3.1)
        - Excélsior tv (3.4)

      - XHFW-TDT Canal 26
        - Canal 26 Tampico La Imagen del Puerto (10.1)

      - XHWT-TDT Canal 29 
        - Azteca uno (1.1)
        - adn40 (1.2)

      - XHSPRTA-TDT Canal 35 
        - Canal Catorce (14.1)
        - once (11.1)
        - tv•unam (20.1)
        - Canal 22 (22.1)

### Tlaxcala
- -     - Apizaco 
      - XHTXB-TDT Canal 22 (Gobierno del Estado de Tlaxcala)
        - Tlaxcala Televisión (10.1)

    - Calpulalpan 
      - XHTCL-TDT Canal 31
        - Canal Veinte (19.1)
        - Canal Veinte Niñas y Niños (19.2)

    - Huamantla
      - XHTXM-TDT Canal 23 (Gobierno del Estado de Tlaxcala)
        - Tlaxcala Televisión (10.1)

    - San Pablo del Monte 
      - XHSPM-TDT Canal 22
        - Canal Veinte (19.1)
        - Canal Veinte Niñas y Niños (19.2)

    - Tlaxcala 
      - XHTLX-TDT Canal 23 (Gobierno del Estado de Tlaxcala)
        - Tlaxcala Televisión (10.1)

### Veracruz
- -     - Cerro Azul 
      - XHCRT-TDT Canal 18 
        - Las Estrellas (2.1)
        - 5* (5.1)
        - Fandroid Music Group (15.1)

      - XHCTCZ-TDT Canal 25
        - Imagen Televisión (3.1)
        - Excélsior tv (3.4)

      - XHAZL-TDT Canal 32 
        - Azteca uno (1.1)
        - Azteca 7 (7.1)

      - XHVCA-TDT Canal 33 (Gobierno del Estado de Veracruz)
        - TV MÁS (26.1)

    - Coatzacoalcos 
      - XHCTLV-TDT Canal 16 
        - Imagen Televisión (3.1)
        - Excélsior tv (3.4)

      - XHCTZ-TDT Canal 18 
        - Azteca 7 (7.1)
        - a+ (7.2)

      - XHCVP-TDT Canal 20
        - Canal 13 (13.1)

      - XHGVC-TDT Canal 22 (Gobierno del Estado de Veracruz)
        - TV MÁS (26.1)

      - XHCV-TDT Canal 24 
        - Las Estrellas (2.1)
        - FOROtv (2.2)

      - XHSPRCA-TDT Canal 26 
        - Canal Catorce (14.1)
        - once (11.1)
        - tv•unam (20.1)
        - Canal 22 (22.1)

      - XHCOV-TDT Canal 27 
        - 5* (5.1)
        - NU9VE (9.1)

      - XHBE-TDT Canal 36 
        - Azteca uno (1.1)
        - adn40 (1.2)

    - Mecayapan 
      - XHZOT-TDT Canal 29 (Gobierno del Estado de Veracruz)
        - TV MÁS (26.1)

    - Perote 
      - XHIC-TDT Canal 31 
        - Azteca uno (1.1)
        - adn40 (1.2)

      - XHCPE-TDT Canal 33 
        - Azteca 7 (7.1)
        - a+ (7.2)

    - Santiago Tuxtla 
      - XHSTE-TDT Canal 32 
        - Azteca 7 (7.1)
        - a+ (7.2)

      - XHSTV-TDT Canal 33 
        - Azteca uno (1.1)
        - adn40 (1.2)

      - XHATV-TDT Canal 35
        - Las Estrellas (2.1)
        - Fandroid Music Group (15.1)

    - Veracruz 
      - XHFM-TDT Canal 24 
        - Tele Ver (12.1)
        - Las Estrellas (2.1)
        - 5* (5.1)
        - Fandroid Music Group (15.1)

      - XHCTVE-TDT Canal 25 
        - Imagen Televisión (3.1)
        - Excélsior tv (3.4)

      - XHTMBR-TDT Canal 29
        - Canal 13 (13.1)

    - Cerro Las Lajas (Xalapa)
      - XHAH-TDT Canal 17 
        - Las Estrellas (2.1)
        - FOROtv (2.2)

      - XHGV-TDT Canal 26 (Gobierno del Estado de Veracruz)
        - TV MÁS (26.1)

      - XHAI-TDT Canal 27
        - Tele Ver (8.1)

      - XHAJ-TDT Canal 28
        - 5* (5.1)

      - XHCLV-TDT Canal 34
        - NU9VE (9.1)
        - Bajío TV (9.2)

    - Xalapa 
      - XHTMVE-TDT Canal 19
        - Canal 13 (13.1)

      - XHCTJA-TDT Canal 20
        - Imagen Televisión (3.1)
        - Excélsior tv (3.4)

      - XHSPRXA-TDT Canal 35 
        - Canal Catorce (14.1)
        - once (11.1)
        - tv•unam (20.1)
        - Canal 22 (22.1)

### Yucatán
- -     - Mérida 
      - XHCTMD-TDT Canal 22 
        - Imagen Televisión (3.1)
        - Excélsior tv (3.4)

      - XHSPRME-TDT Canal 23 
        - Canal Catorce (14.1)
        - once (11.1)
        - tv•unam (20.1)
        - Canal 22 (22.1)

      - XHTMYC-TDT Canal 24
        - Canal 13 (13.1)

      - XHY-TDT Canal 25
        - SIPSE Televisión (9.1)

      - XHST-TDT Canal 28
        - Tele Yucatán (4.1)

      - XHTP-TDT Canal 30 
        - Las Estrellas (2.1)
        - FOROtv (2.2)

      - XHDH-TDT Canal 31 
        - Azteca uno (1.1)
        - adn40 (1.2)

      - XHMEY-TDT Canal 33 
        - Azteca 7 (7.1)
        - a+ (7.2)

      - XHMEN-TDT Canal 35 
        - 5* (5.1)
        - NU9VE (8.1)

    - Valladolid 
      - XHKYU-TDT Canal 23 
        - Azteca uno (1.1)
        - adn40 (1.2)

      - XHVAD-TDT Canal 24
        - Azteca 7 (7.1)

      - XHVTT-TDT Canal 32 
        - Las Estrellas (2.1)
        - 5* (5.1)
        - Fandroid Music Group (15.1)

    - Tizimin-Valladolid 
      - XHTMYU-TDT Canal 27
        - Canal 13 (13.1)

### Zacatecas
- -     - Fresnillo 
      - XHKC-TDT Canal 34 
        - Azteca uno (1.1)
        - Azteca 7 (7.1)

    - Jalpa
      - XHJZT-TDT Canal 22
        - Las Estrellas (2.1)
        - Canal Veinte (19.1)

    - Nochistlán 
      - XHNOZ-TDT Canal 23
        - Las Estrellas (2.1)
        - Canal Veinte (19.1)

    - Sombrerete 
      - XHSOZ-TDT Canal 18
        - Las Estrellas (2.1)
        - Fandroid Music Group (15.1)

      - XHSMZ-TDT Canal 23
        - 5* (5.1)

      - XHCPZ-TDT Canal 27 
        - Azteca uno (1.1)
        - Azteca 7 (7.1)

    - Tlaltenango 
      - XHTLZ-TDT Canal 25
        - Las Estrellas (2.1)
        - Canal Veinte (19.1)

    - Valparaíso 
      - XHVAZ-TDT Canal 22
        - Las Estrellas (2.1)
        - Canal Veinte (19.1)

    - Zacatecas 
      - XHSPRZC-TDT Canal 15 
        - Canal Catorce (14.1)
        - Ingenio Tv (14.2)
        - once (11.1)
        - tv•unam (20.1)
        - Canal 22 (22.1)
        - Canal del Congreso (45.1)

      - XHBD-TDT Canal 16 
        - Las Estrellas (2.1)
        - FOROtv (2.2)

      - XHBQ-TDT Canal 17
        - 5* (5.1)

      - XHZAT-TDT Canal 19
        - NU9VE Zacatecas (9.1)
        - Bajío TV (9.2)

      - XHZAC-TDT Canal 20
        - Canal 15 Televisión Zacatecas (15.1)

      - XHFZC-TDT Canal 22
        - NTR TV (44.1)

      - XHZHZ-TDT Canal 24 (Gobierno del Estado de Zacatecas)
        - SIZART Canal 24 (24.1)
        - once niñas y niños (24.2)

      - XHCTZA-TDT Canal 27 
        - Imagen Televisión (3.1)
        - Excélsior tv (3.4)

      - XHZAE-TDT Canal 30
        - XHZAE-TDT (30.1)

      - XHLVZ-TDT Canal 31 
        - Azteca uno (1.1)
        - adn40 (1.2)

      - XHIV-TDT Canal 36 
        - Azteca 7 (7.1)
        - a+ (7.2)